# Trabzon (stad)
Trabzon (Grieks: Τραπεζούντα, Trapezounta), historisch bekend als Trebizonde, is een stad aan de noordoostkust van Turkije. Het is tevens het hoofdstaddistrict van de gelijknamige provincie. De stad telt 230.400 inwoners (2009) en ligt in een vruchtbare kuststreek aan de Zwarte Zee, waar een gematigd zeeklimaat heerst. Hoge bergen scheiden de stad van het binnenland van Anatolië. Trabzon was een prominente plaats aan de Zijderoute en werd in de eerste helft van de 19e eeuw van groot belang voor de internationale handel tussen Europa en Azië. De opening van het Suezkanaal in 1869 bracht een eind aan de intensieve internationale handel in de stad. Toch is het een belangrijke haven aan de Zwarte Zee gebleven voor transport richting de Kaukasus en Iran. Trabzon is daarnaast ook cultureel, historisch en sportief gezien de belangrijkste stad aan de zuidkust van de Zwarte Zee en geldt derhalve als de onofficiële hoofdstad van de Pontus (de Turkse Zwarte Zeestreek Karadeniz). De bijnaam van de stad is Klein Istanboel of Klein Constantinopel, vanwege haar keizerlijke geschiedenis (Grieks keizerrijk Trebizonde). Sinds de lokale verkiezingen van 2014 is de stad uitgebreid tot een 'metropoolregio' met ruim 800.000 inwoners.

## Etymologie

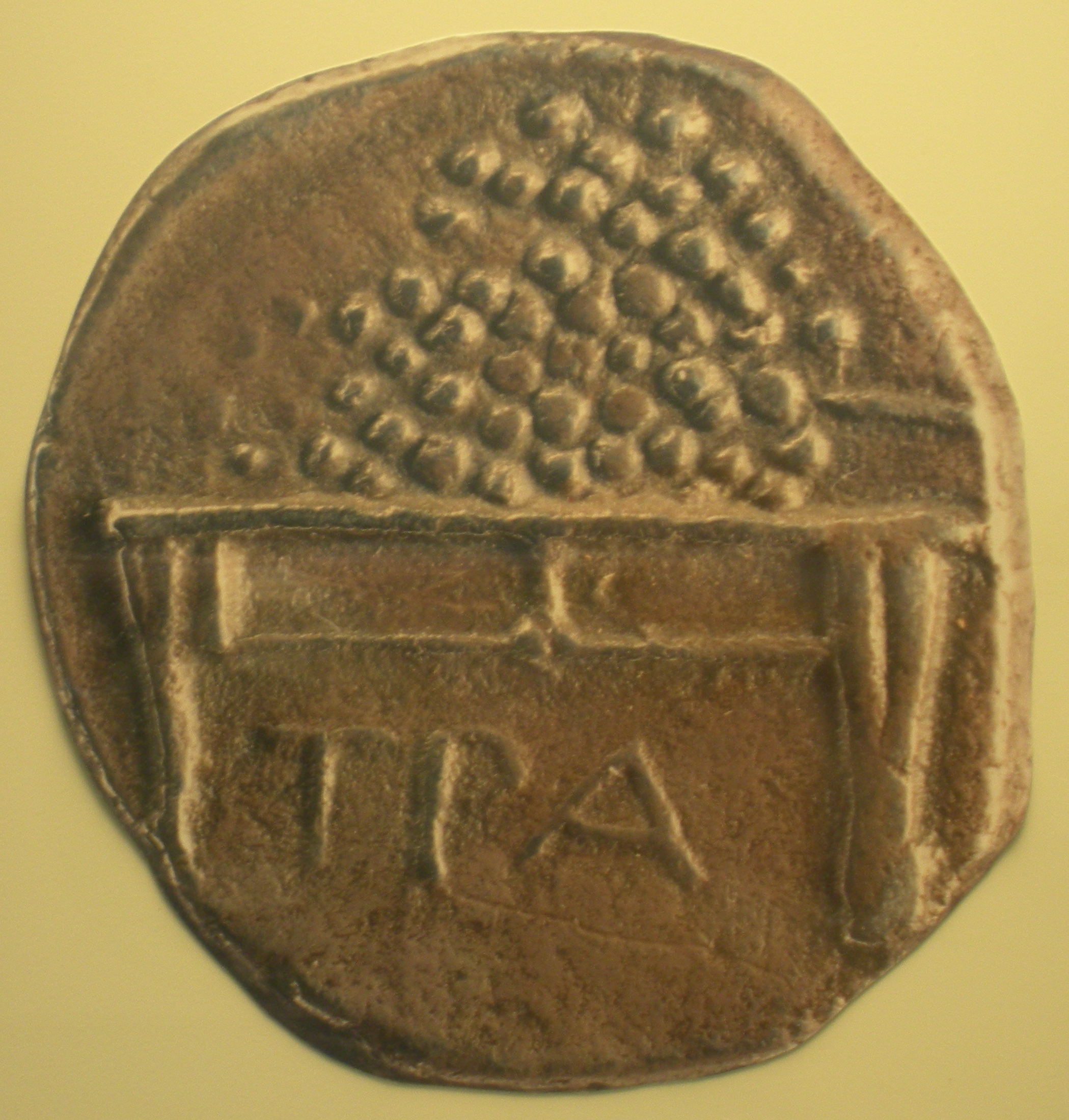
Een munt van Trapezus uit de 4e eeuw v.Chr in het British Museum te Londen. De munt prijst de koloniale stad aan als een tafel van overvloed.

De naam van de stad is een verwijzing naar de trapeziumvormige heuvel waarop de oorspronkelijke nederzetting (Yukari en Orta Hisar) lag. De oorspronkelijke naam voor deze nederzetting was Τραπεζοῦς (Trapezous), een afgeleide van τραπέζι (Trapeza), dat 'tafel' betekent in het Oudgrieks; een verwijzing naar de centrale afgevlakte heuvel met steile rotswanden aan beide zijden. In het Latijn heette de stad Trapezus. Dit veranderde in de Byzantijnse periode naar Trapezounta. Via het Italiaans en Frans kwam de transliteratie Trebizonde in het Nederlands in gebruik. De laat-Osmaanse transliteratie is Trabzon, de huidige officiële naam van de stad. Alternatieve spellingen, die incidenteel ook in Nederlandstalig werk werden gebruikt, zijn onder meer: Trapezunt, Trebisonda, Trabizond, Trapizonde, Tarabozan en Trabuzan.

## Geschiedenis

### In de oudheid
| |  |                                                                            |
| Hoofd en hand van een bronzen beeld van Aphrodite, 2e eeuw v.C, gevonden in Kelkit, British museum |  | Bronzen beeld van Hermes, 2e eeuw v.C, gevonden in Trabzon, Trabzon Museum |

Trabzon werd als Trapezous in 756 v.Chr. vanuit Sinope gesticht door Griekse kolonisten, die oorspronkelijk afkomstig waren uit Milete. Eerder bevond zich op deze plaats een belangrijke Assyrische nederzetting. Zoals de andere Miletische handelskolonies aan de Zwarte Zeekust was het een Griekse enclave. In tegenstelling tot Griekse koloniën aan de Middellandse Zee, en de noordkant van de Zwarte Zee, vestigden de kolonisten in Trabzon zich echter ook in het achterland van de stad en kwamen zo in aanraking met andere volkeren in de omgeving, zoals de Mossynoeci. Vervolgens kwam de stad in Perzische handen in de 6e eeuw voor Christus. Rond 400 voor christus bezocht Xenophon Trabzon en beschreef de relatie tussen de Griekse stad en omringende volkeren. Met name met de Kaukasische volkeren Mossynoeci en Drilae ten zuidoosten van de stad waren er conflicten. Een deel van de Mossynoeci zou in de Griekse stad zijn ingetrokken, en kwamen in opstand tegen hun leider. Het leger van Xenophon hielp de rebellerende Mossynoeci en versterkte zo de positie van Trabzon in de regio. Tot de veroveringen van Alexander de Grote in de 4e eeuw v.Chr. betaalde de stad huldebetuiging aan de moederstad Sinop en het Perzische rijk. De stad zelf werd echter niet door Alexander ingenomen en verkreeg daardoor een mate van zelfbestuur. De stad werd rond 100 v.Chr. weer door de Perzisch-Pontisch-Griekse koning Mithridates VI veroverd, waarop deze er zijn vloot onderbracht. De vele natuurlijke havens van de stad maakte het een ideale uitvalsbasis.
In 63 v.Chr. veroverden de Romeinen de stad. Trabzon was toen al een belangrijke handelsstad, met een tempel voor de handelsgod Hermes, en de Perzisch-Griekse god Mithra. Onder Romeins bewind won de stad aan belang, doordat onder keizer Vespasianus de handelsroute vanaf de Zwarte Zee over de Ziganapas naar de Eufraat en vervolgens naar Perzië werd verbeterd. Onder Romeins gezag werd Trabzon een vrije stad (civitas libera), met een grote mate van autonomie. Keizer Hadrianus bezocht Trabzon in het jaar 129 als onderdeel van zijn inspectie van de oostelijke Limes. Hoewel het Romeinse Rijk inmiddels ook het oostelijker gelegen Colchis en Armenië administreerde, wenste Hadrianus de Eufraat als oostelijke grens te behouden. Hierdoor behield Trabzon zijn positie als meest oostelijke Romeinse haven aan de Zwarte Zee. Hadrianus liet enkele grote werken in de stad verrichten, waaronder een nieuwe haven, op dat moment de grootste geconstrueerde haven aan de Zwarte Zee. Mogelijk gaf hij ook de opdracht voor een tempel voor Apollo Philesios ten westen van de stad (naast de huidige Hagia Sophia).

### Verval in de middeleeuwen

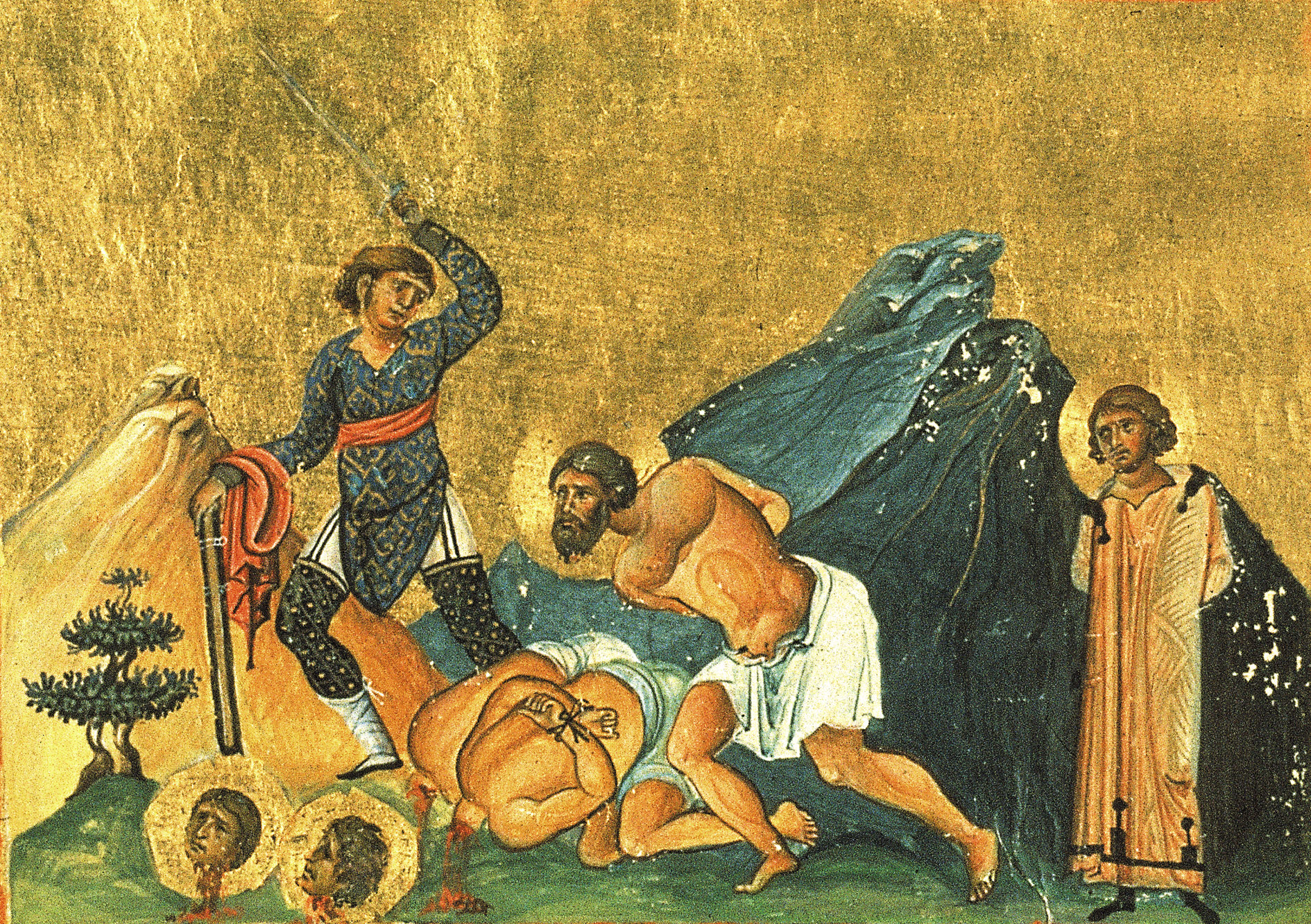
Het martelaarschap van Aquila, Valerianus, Eugene en Candidus van Trebizonde. Werk uit het jaar 985, Vaticaanse Bibliotheek.

In 257 n.Chr. werd het inmiddels christelijke Trebizonde grotendeels verwoest door Gotische plunderaars. Het volgende jaar vielen de Perzen de stad binnen. Diocletianus liet de stadsmuren herstellen, maar de stad herstelde zeer langzaam. Onder Diocletianus werden in de stad christenen vervolgd; onder andere de christen Eugenius, die het Mithraeum op de heuvel Boztepe had vernietigd, werd ter dood gebracht. Voor de christenen in de stad werd hij na zijn dood de patroonheilige. De bewoning verplaatste zich in deze periode van de stad richting de bergweides langs de handelsroutes richting het oosten en zuiden. Door het verval van het Romeinse Rijk en het lokale gezag stonden de handelsroutes echter onder continue dreiging van rovers en plunderaars. Om toch veilig te kunnen leven vestigden veel mensen zich in de nabijheid van kloosters, die vanaf de 3e eeuw werden gebouwd in moeilijk bereikbare rotswanden in het Pontisch Gebergte. Voor de pacht van de grond betaalden zij belastingen, het lokale bestuur zou nog tot in de 14e eeuw bij deze kloosters blijven. Pas in de 6e eeuw ging de stad zelf weer groeien, wanneer de internationale handel over de zijderoute weer op gang komt. Trebizonde ontwikkelde zich als eindpunt van de noordwestelijke tak, vanaf Tabriz in Iran. De stad was ook van belang voor enkele slagen tegen de Perzen. Binnen het Byzantijnse rijk was Trebizonde de hoofdstad van het Thema Chaldië.

### Keizerrijk tijdens de Renaissance

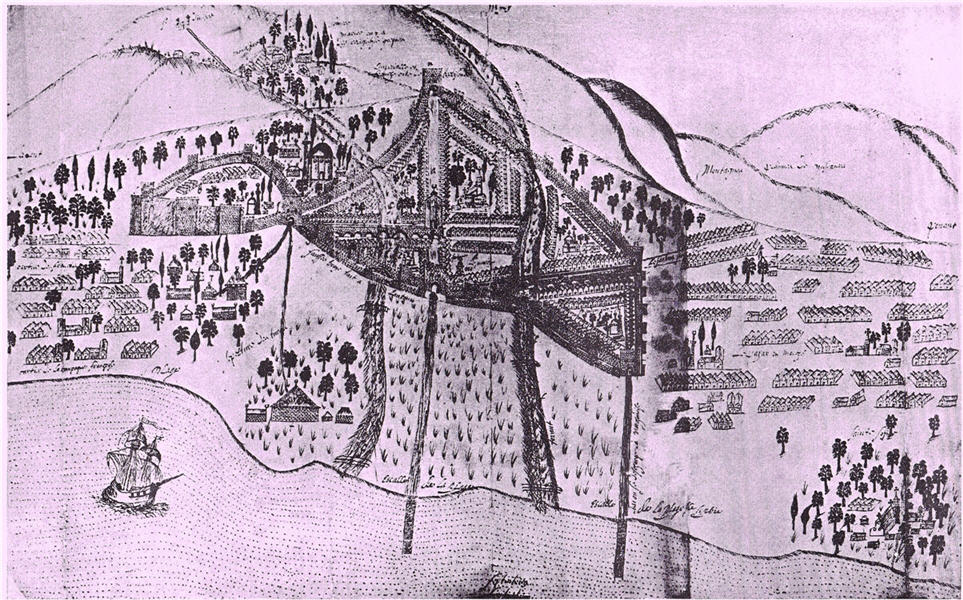
Kaart van Trabzon in 1604 door Julien Bordier.

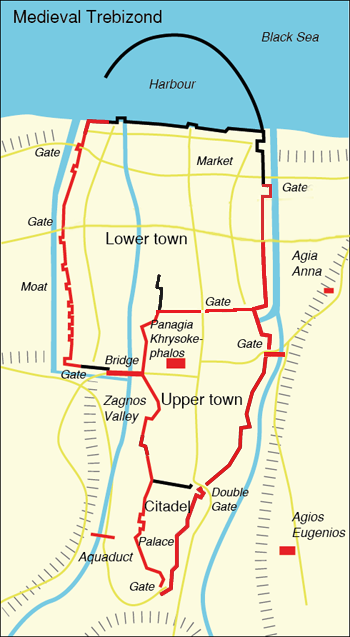
Plattegrond van het (ommuurde) centrale deel van Trebizonde in de late middeleeuwen, met in het rood de nog bestaande muren en kerken.

Vanaf de 11e eeuw vestigden zich steeds meer Turkse stammen in de omgeving ten westen van Trebizonde, met name de Çepni Turken. Na de Slag bij Manzikert in 1071 werd de stad belegerd door de Seltsjoeken. Dankzij de hoge stadsmuren en de leiding van Theodore Gabras, een lokale edelman, werd de stad van een Turkse overname gespaard. Na de overwinning rebelleerde Gabras tegen het Byzantijnse Rijk en regeerde Trabzon als een onafhankelijke staat. Ook na zijn dood in 1091 bleef de stad onafhankelijk, onder bestuur van zijn nazaten. Nadat de Vierde Kruistocht Constantinopel had geruïneerd tot het Latijnse Keizerrijk, onder Venetiaanse en West-Europese dwingelandij, verhuisde de Oost-Romeinse of Byzantijnse Keizerlijke familie naar het Griekstalige Trebizonde. In april 1204 veroverden Alexius en David Comnenus, kleinzonen van Andronicus I, met hulp van koningin Thamar van Georgië aan wier hof zij in ballingschap waren, de stad. Zij stichtten zo het Keizerrijk Trebizonde dat nog tot 1461 door de Comnenen geregeerd zou worden. Hiermee werd de stad in feite de derde en laatste, hoewel in omvang zeer bescheiden, incarnatie van Rome. Verschillende bouwwerken werden vervaardigd om deze naam eer aan te doen, waaronder ook een kleinere Hagia Sophiakerk die een vergelijkbare levensloop zou kennen met zijn grote broer in Constantinopel. Aan deze periode heeft de stad zijn bijnaam Klein Istanboel te danken. Handelaren uit de Republiek Genua kregen in de stad hun eigen handelswijk toegewezen (nu Iskender Paşa geheten), vergelijkbaar met hun wijk Pera (Kadikoy) in Constantinopel. Het kleine keizerrijk had ook bezittingen in de Krim en beheerste de handel op de oostelijke helft van de Zwarte Zee. Trabzon verkreeg grote welvaart door de hoge belastingen die het kon heffen op de handel van en naar Perzië en China. Marco Polo verloor in de stad een groot deel van zijn kapitaal aan heffingen. Na de vernietiging van Bagdad door de Mongolen in 1258 ontwikkelde Trabzon zich als noordelijk alternatief westelijk eindpunt van de Zijderoute. In 1306 kochten de Genuezen zelfs het Leonkastronkasteel aan de oostkant van de stad en de naastgelegen grond. Enkel met toestemming van de Genuese gemeenschap kon men hier een woning betrekken; het vormde dus net zoals het Griekse centrum en de Armeense wijk een soort enclave binnen de stad. Door de economische bloei kwamen in de 13e en 14e eeuw naast christenen en islamitische Çepni ook andere Turkse volkeren naar het Keizerrijk Trebizonde, zoals Joodse en sjamanistische Kumanen en Khazaren. Veel van hen bekeerden zich tot het orthodoxe christendom en vermengden met de lokale Griekse bevolking.

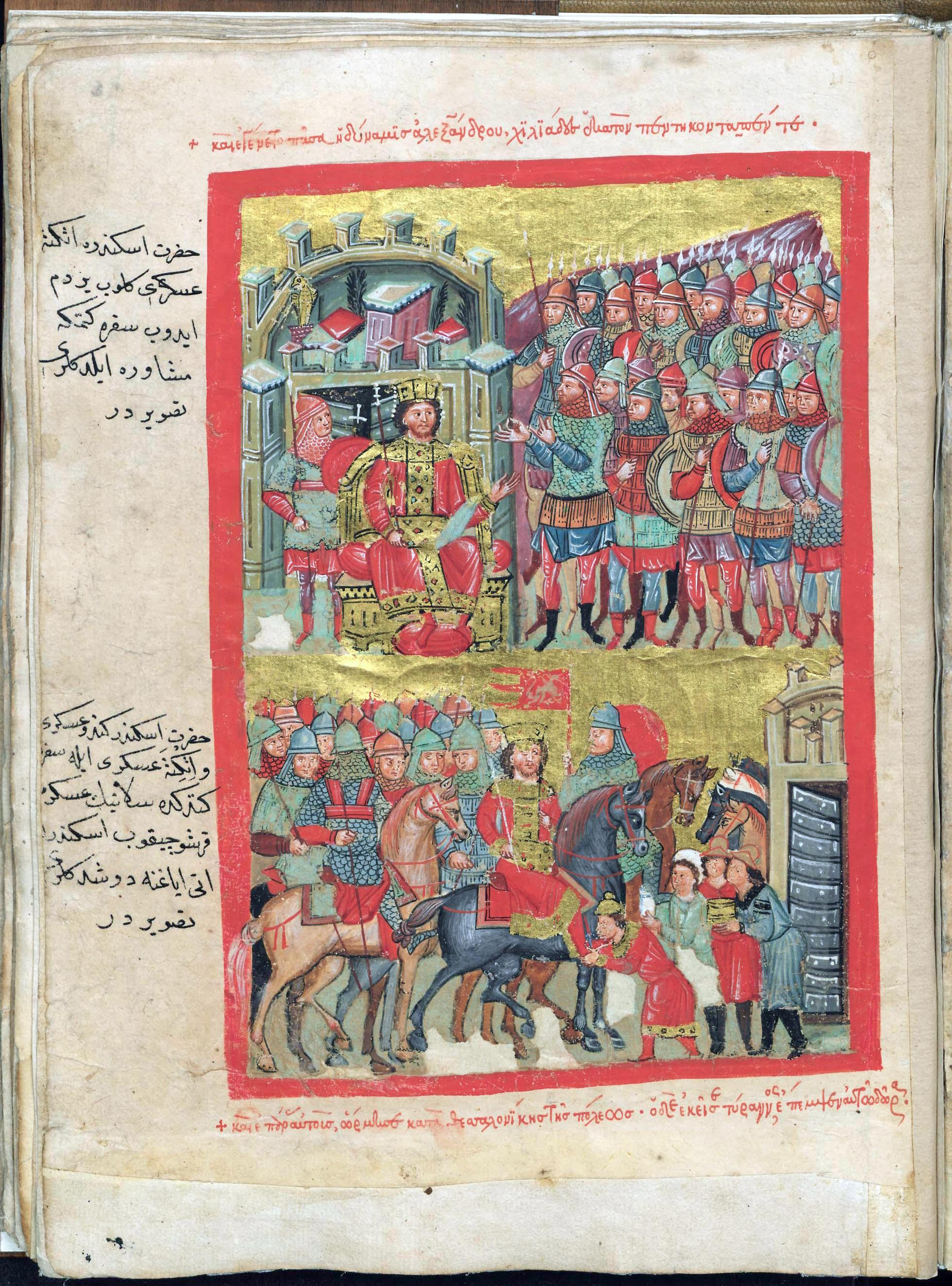
14e-eeuwse Byzantijnse illuminatie met soldaten uit Trebizonde.

In de tijd van het Latijnse Keizerrijk probeerde Trebizonde zich op te werpen als de enig ware vertegenwoordiger van de Byzantijnse keizerlijke waardigheid, maar zij werden daarin uiteindelijk door de keizer van Nicaea Theodorus Lascaris gestopt. Later namen de Turken Sinop in en scheidden de Griekse staten zo van elkaar. Trebizonde zou daarna geen rol meer spelen in de politiek van de hoofdstad. De stad hield het als onafhankelijk land echter wel enkele jaren langer uit dan de rest van het Byzantijnse Rijk, doordat het over het algemeen goede relaties onderhield met de Turken; niet enkel met de Turkstalige nomaden binnen hun rijk, maar ook haar naburige islamitische rijken. Een belangrijk middel om deze relaties vriendschappelijk te houden was het uithuwelijken van talrijke prinsessen van het keizerrijk.

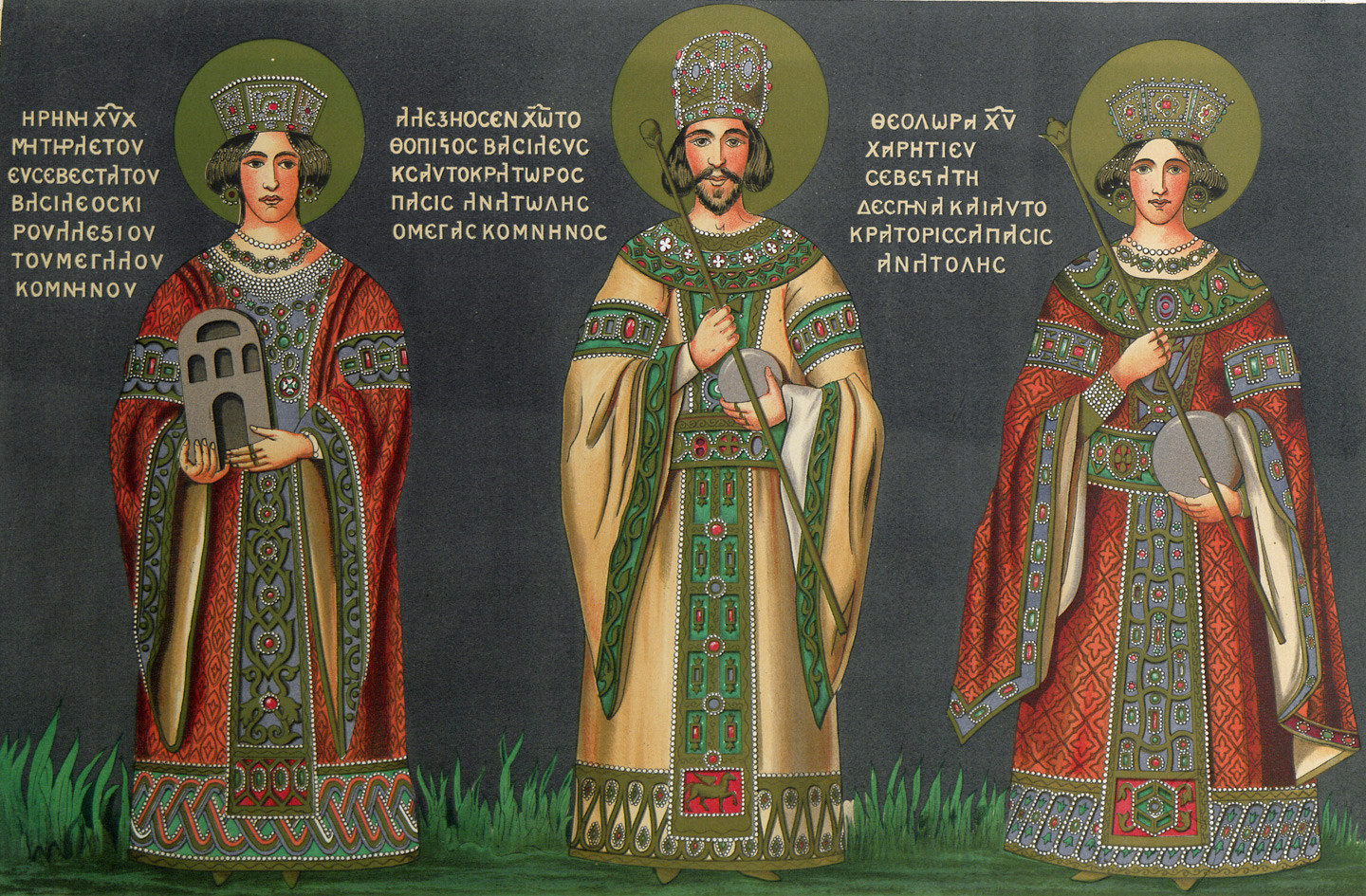
Portret van Irene Palaiologina, Alexios III Komnenos en Theodora Kantakouzene in het klooster van Theoskepastos (Kızlar of Meisjesklooster) in Trabzon, zoals afgebeeld door Charles Texier in 1864.

 Trebizonde was in de 14e en 15e eeuw, met name onder heerschappij van Alexios III Megas Komnenos, tevens een belangrijke plaats voor het ontstaan van de renaissance. De fresco's die in de nieuwe kerken van de Comnenen werden geschilderd worden gezien als de vroegste uiting van renaissancekunst. Meerdere Pontische Grieken, onder wie Basilios Bessarion en George van Trebizond, reisden naar Noord-Italië en namen Perzische en Byzantijnse vertalingen van Oudgriekse werken mee die zij gebruikten om de klassieke kennis er aan de Italianen te onderwijzen.
Gedurende de 15e eeuw zochten de Comnenen echter naar alternatieve bondgenootschappen, en sloten zij een verbond met de Ak Koyunlu, de Turkse heersers van West-Iran, die in strijd waren verwikkeld met de Osmanen. Ook stuurde Trebizonde diplomaten naar West-Europa om steun te vergaren voor een onafhankelijk voortbestaan. Dit zagen de Osmanen op hun beurt als aanleiding om het keizerrijk Trebizonde te veroveren. De Ottomanen namen het bestuur van de stad uiteindelijk in 1461 over nadat de laatste keizer, David Megas Komnenos zich overgaf. Hij kwam tot deze keuze nadat de Ponten bij enkele grote zeeslagen voor de kust waren teruggedreven en Trebizonde vijf weken lang was omsingeld door het Ottomaanse leger. Door deze heldhaftige daad bleven de steden van zijn rijk gespaard van plunderingen. Keizer David en zijn familieleden moesten de stad verlaten maar kregen ter compensatie een groot stuk land ten noorden van de wijk Galata in Constantinopel. De huidige naam van de populaire Europese wijk (Beyoğlu), waar zij samen met een deel van de elite uit de stad neerstreken, is een verwijzing naar David (de Bey of 'heer'). Vijf jaar later werden David Megas Komnenos en het grootste deel van zijn mannelijke familieleden echter alsnog geëxecuteerd, nadat brieven van hem werden aangetroffen waarin hij de Ak Koyunlu om steun zou hebben gevraagd om Trebizonde terug te veroveren. Na de overgave kregen andere prominenten uit de stad echter een nieuwe aanstelling voor het Ottomaanse Rijk. Zo kreeg bijvoorbeeld de Griekse wetenschapper Georgios Amirutzes de opdracht van Mehmet II om de werken van Ptolemaeus naar het Turks te vertalen voor de Ottomaanse onderwijsinstellingen. Amirutzes heeft in de Griekse geschiedschrijving een aparte rol; hoewel hij in Italië als ambassadeur van het Keizerrijk Trebizonde had geprobeerd steun tegen de Ottomanen te vergaren, wordt hem tegelijkertijd verweten keizer David overtuigd te hebben de stad op te geven in ruil voor een heimelijke aanstelling aan het Ottomaanse hof.

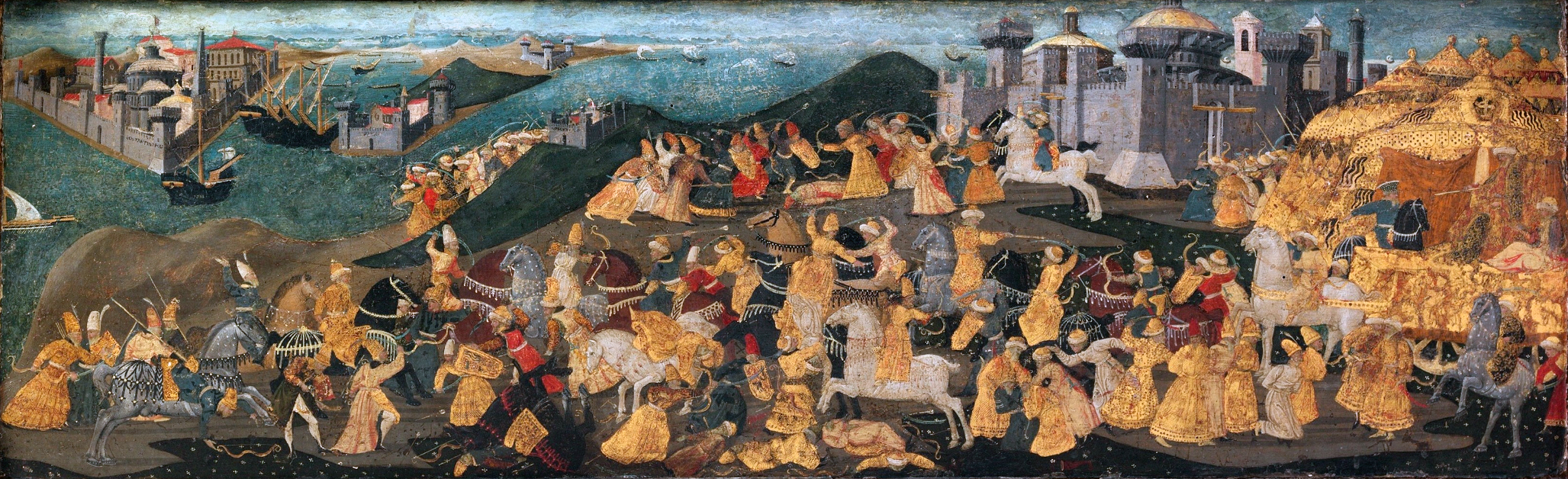
Kist met de 'Verovering van Trebizonde' door Apollonio di Giovanni di Tomaso (vlak na 1461) in het Metropolitan Museum of Art. Het nieuws van de val van de stad bereikt al snel Italië. Deze weergave is echter erg fantasievol; het toont een veldslag die nooit heeft plaats gehad. De schildering is vanuit kunsthistorisch perspectief interessant omdat een actuele gebeurtenis is afgebeeld, terwijl de meeste kunst nog religieus of historisch geïnspireerd werk was.

### Ottomaanse periode

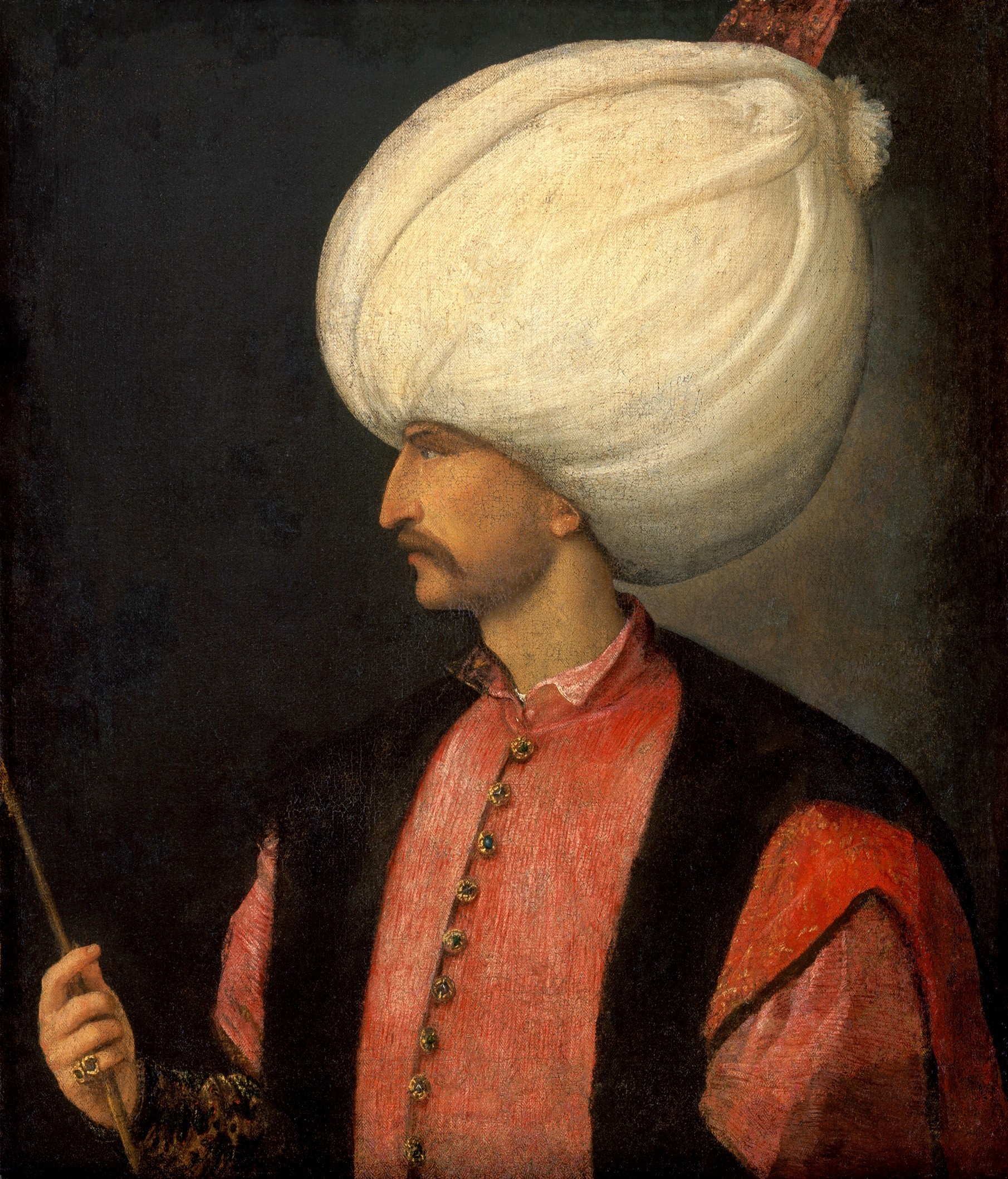
Sultan Süleyman I, de "prachtlievende" werd in 1494 geboren in Trabzon. Süleyman wordt gezien als meest geleerde en invloedrijke Osmaanse sultan. Hij investeerde in de wetenschap, recht, architectuur en kunst en overzag de Ottomaanse 'Gouden eeuw'.

Nadat sultan Mehmet II het bestuur van Trebizonde overnam vestigden zich in Trebizonde langzaam meer Turkse en andere islamitische volkeren. De oorspronkelijke christelijke Griekstalige bevolking bleef echter gedurende de volledige tijdspanne van het Ottomaanse Rijk een groot aandeel uitmaken van de inwoners van de stad. Gedurende de 16e en 17e eeuw ging een deel van de bevolking (ofwel uit eigen overweging, ofwel gedwongen) over op de islam, maar de Griekse en Armeense bevolking blijft ook onder Osmaans bestuur zijn belangrijke positie behouden.

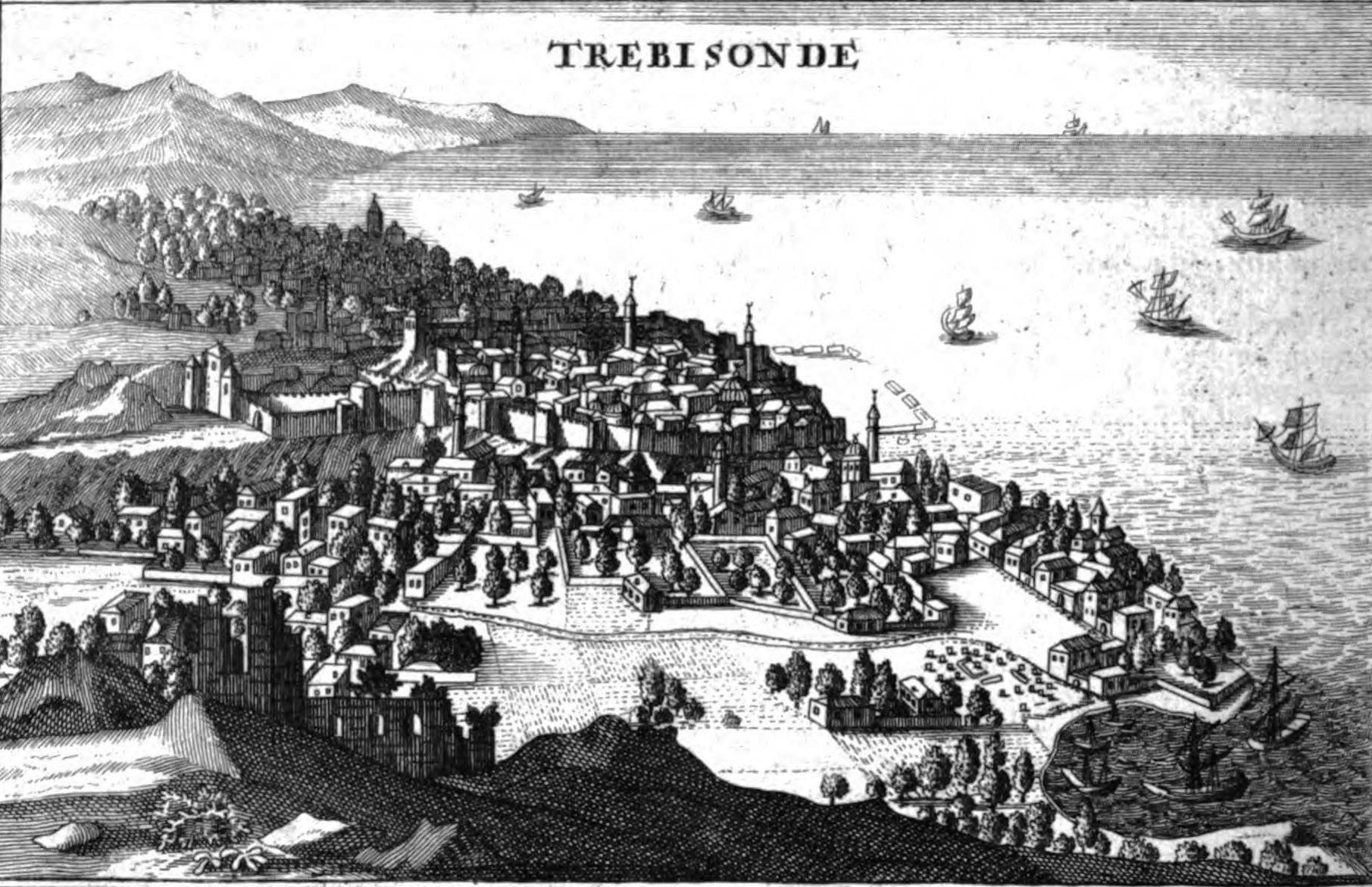
Stadsgezicht van Trabzon vanaf het oosten (Claude Aubriet, 1701)

Als hoofdstad van het gelijknamige Vilajet Trebizonde maakt de stad onder Osmaans bestuur een enorme groei door. Door verbeterde verbindingen met de Kaukasus en Iran groeide de stad uit tot een belangrijk knooppunt in de internationale handel, en ook steeds meer West-Europeanen vestigden zich in de stad. Trabzon was in de 18e en 19e eeuw ook een populaire plaats voor Europese reizigers om het Nabije Oosten te betreden of te verlaten, waardoor er vele beschrijvingen van de stad zijn overgebleven, zo ook stadsgezichten en enkele schilderijen. In de eerste helft van de 19e eeuw groeit de welvaart van de stadsbevolking zo sterk dat veel houten woningen in het centrum vervangen werden door riante panden van vulkanisch gesteente, die banken en handelshuizen huisvestten. Trabzon was met name van belang voor de bloeiende handel tussen Perzië en Europa omdat het de snelste overtocht bood, waarbij Afrika werd vermeden. Hoewel Perzië en het Ottomaanse Rijk niet altijd goede relaties onderhielden bleef Trabzon voor enkele decennia de belangrijkste haven voor Iraanse export. Tot vroeg in de 20e eeuw werd in enkele dorpjes langs de handelsroutes ten zuiden en zuidoosten van de stad zelfs nog Perzisch gesproken.
De opening van het Suezkanaal in 1869 was een zware klap voor de lokale economie, en tienduizenden namen aan het eind van de 19e eeuw een boot naar de noordelijke kuststeden van de Zwarte Zee, zoals Odessa en Sebastopol. Hun nazaten leven tegenwoordig ook nog in Oekraïne en Rusland, maar een deel moest wegens vervolging verder reizen naar Griekenland of de Verenigde Staten. Tegelijkertijd arriveren tienduizenden vluchtelingen in de stad uit de Noordelijke Kaukasus, zij zijn daar verjaagd door het leger van de tsaar. De aantallen Circassische vluchtelingen waren zo groot, en hun leed zo zwaar, dat er in de stad massagraven voor hen gemaakt moesten worden. Het vertrek van een deel van de christelijke bevolking van de stad en de komst van grote aantallen islamitische vluchtelingen maakt de Griekse en Armeense christenen ongerust. Deze angst bleek niet ongegrond. Nadat de Armeense intellectuelen in 1894 in Istanboel verregaande hervormingen hadden geëist van de Osmaanse sultan, werden in het vilajet Trebizonde meer dan duizend Armeniërs vermoord, als onderdeel van de Hamidische slachtingen. De Grieks Orthodoxe bevolking van de provincie bleef echter zeer snel groeien; tussen 1893 en 1914 nam hun aantal met zo'n 60% toe tot 260.000 inwoners.
Ondanks economische tegenslagen en demografische veranderingen bleef de stad zich ontwikkelen. Culturele en technologische innovaties werden in Trabzon eerder gemeengoed dan in andere Ottomaanse steden. De kamelenkaravanen werden uit de stad verbannen en Europese kledingstijlen werden gangbaar. West-Europese tijdschriften hadden duizenden abonnees in de stad. De eerste fotostudio in het Ottomaanse Rijk buiten Istanbul opende in 1868 in Trabzon. Naast Russische, Armeense, Griekse en Italiaanse fotografen huisvestte de stad tevens de eerste fotografen van Turkse afkomst (Kitabi Hamdi Efendi en Osman Nouri). Aan het eind van de 19e eeuw had de stad Trabzon ongeveer 30.000 inwoners. De bevolking bestond uit zo'n 30% christelijke Grieken, 10% Armeniërs en ruim 50% moslims, waaronder islamitische Grieken, Turken, Lazen en vluchtelingen uit de Kaukasus. In de stad woonden ook enkele honderden Europeanen waaronder Italianen, Russen, Fransen, Britten en Amerikanen. In de volgende decennia zou dit drastisch veranderen.

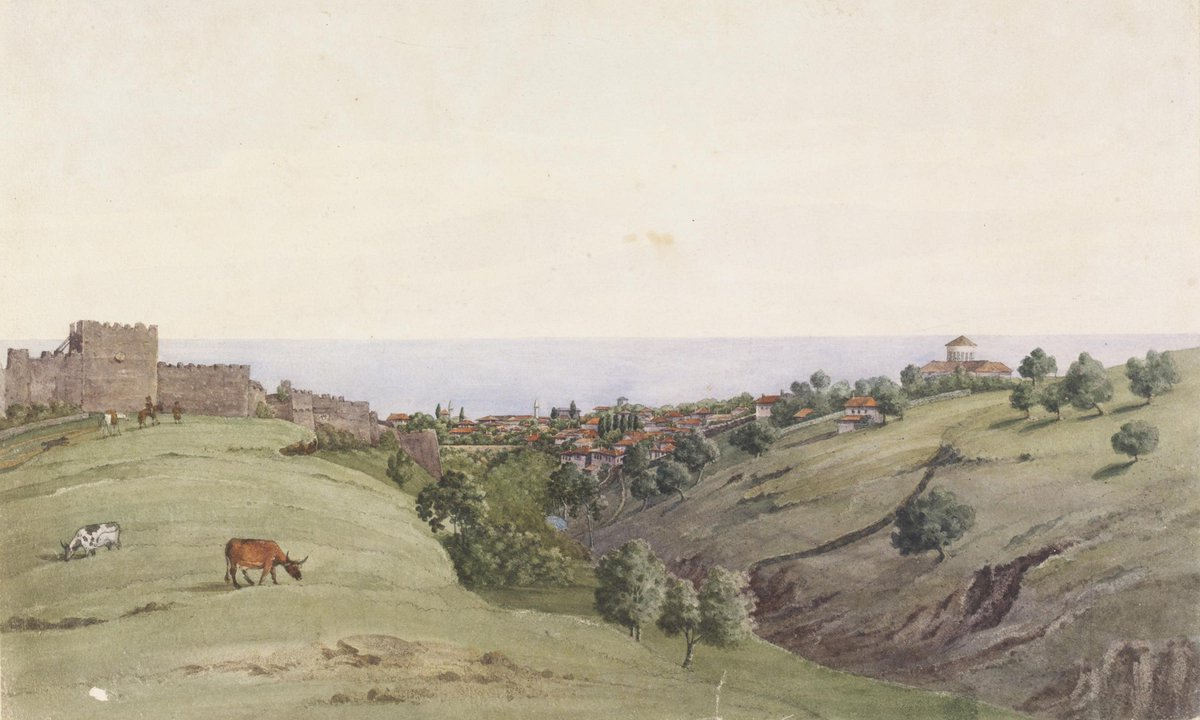
Vanaf het zuiden Godfrey Thomas Vigne, 1833
Trabzon vanaf zee Ivan Aivazovski, 1856
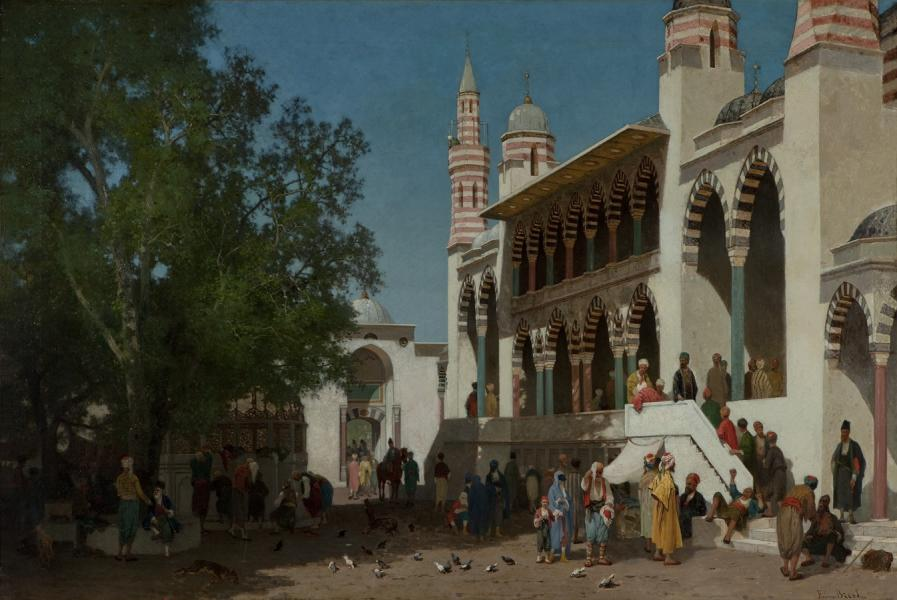
Een moskee in Trabzon Fabius Brest, 1870
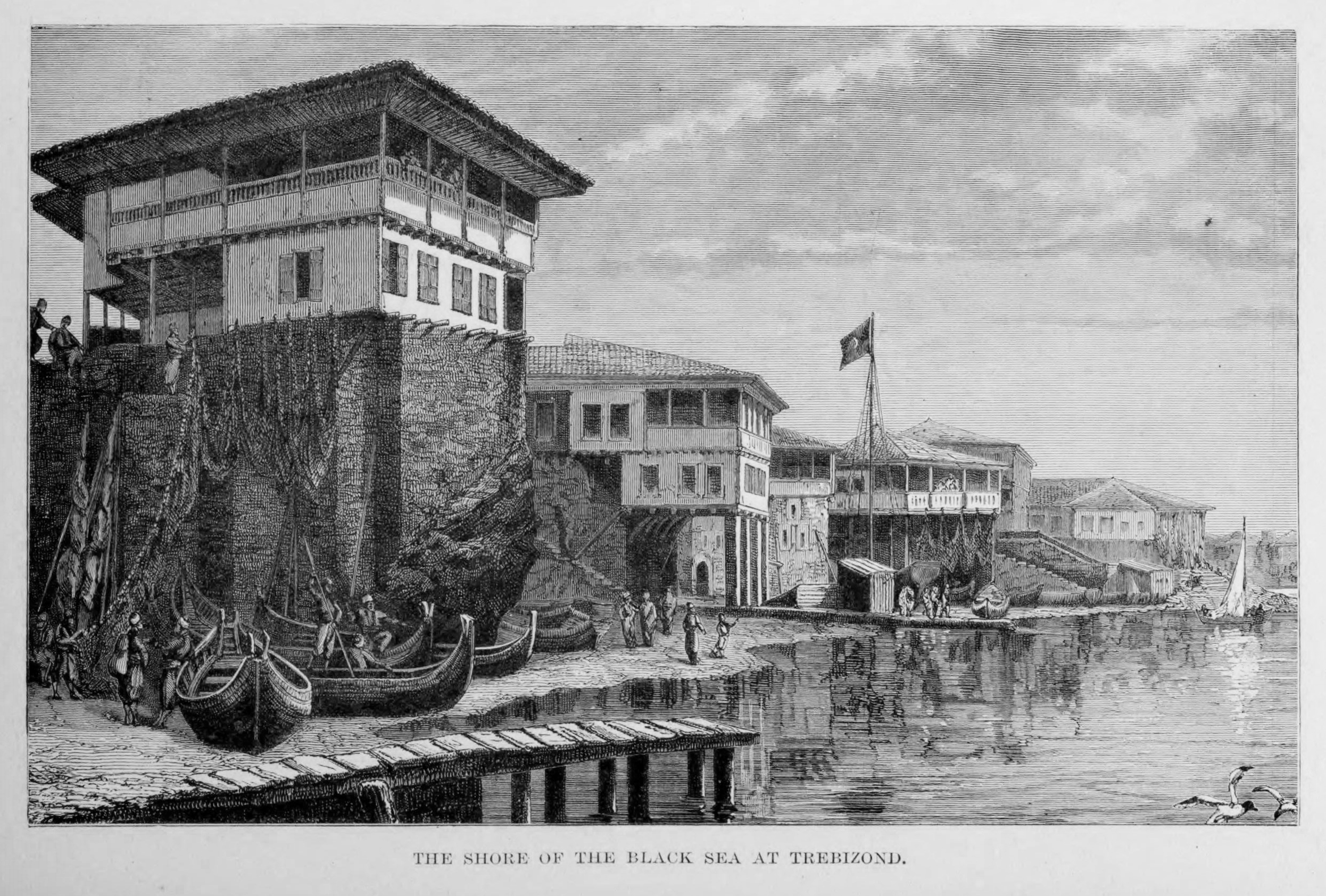
De kust by Çömlekçi C. Laplante, 1878
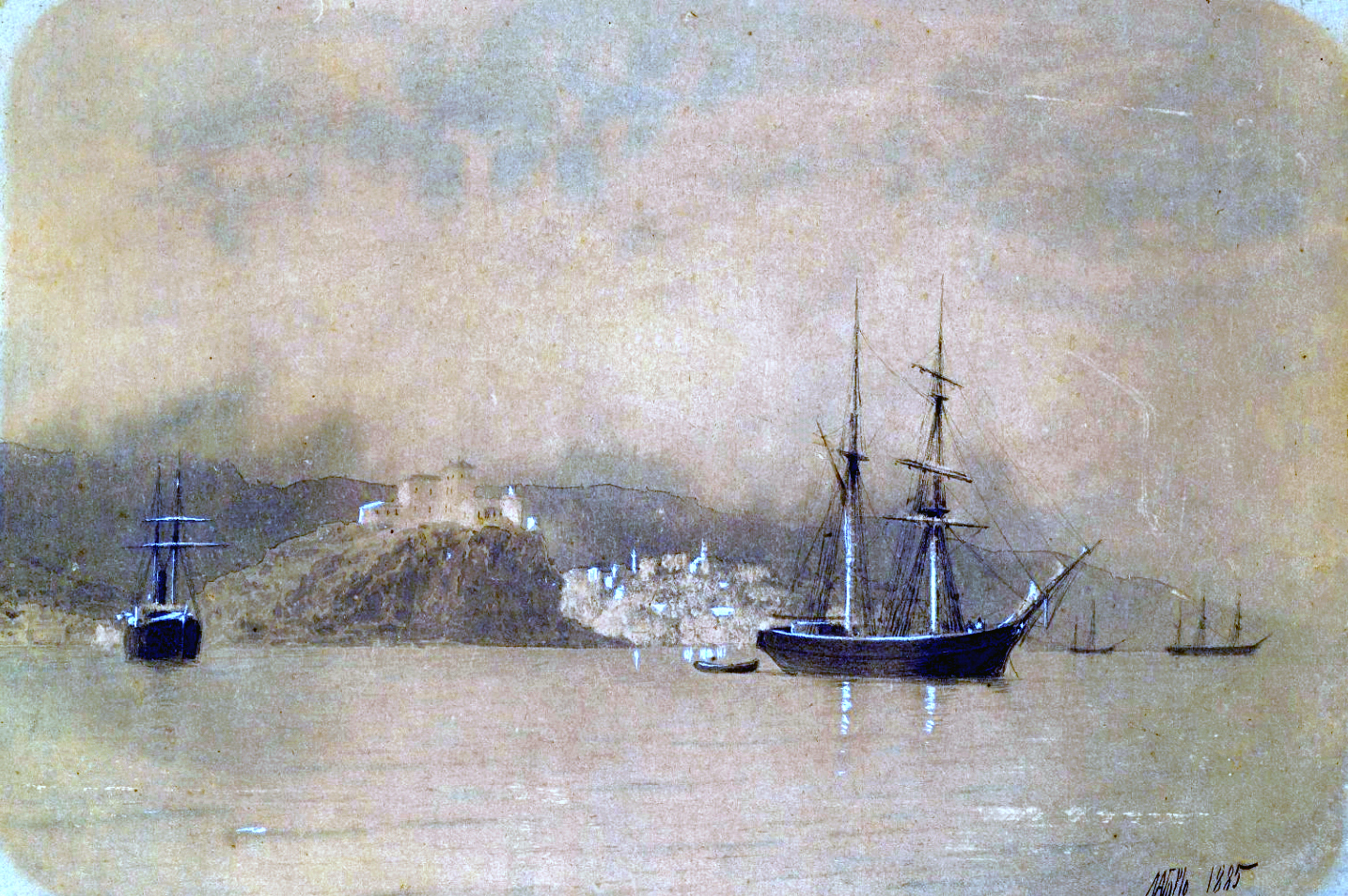
Trabzon vanaf zee Lev Lagorio, 1885
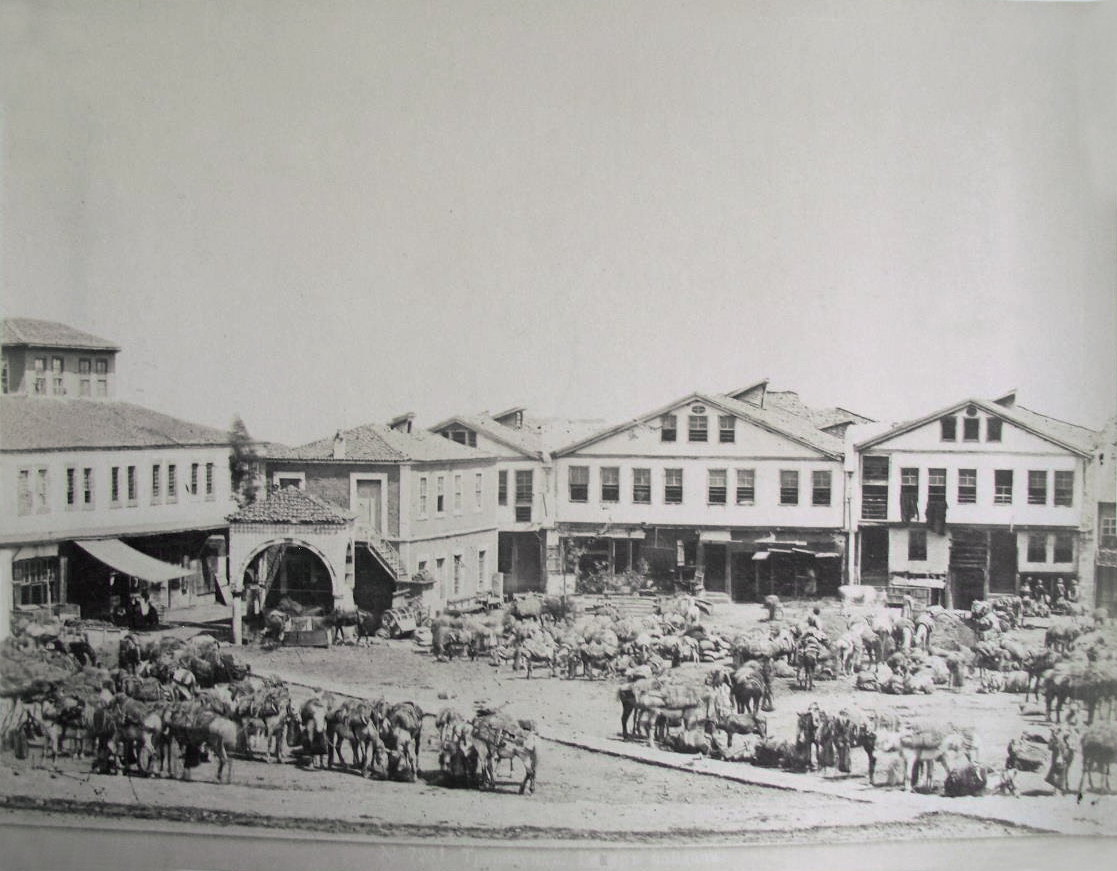
Het centrale plein Meydan, Dmitri Ivanovich Ermakov, 1868
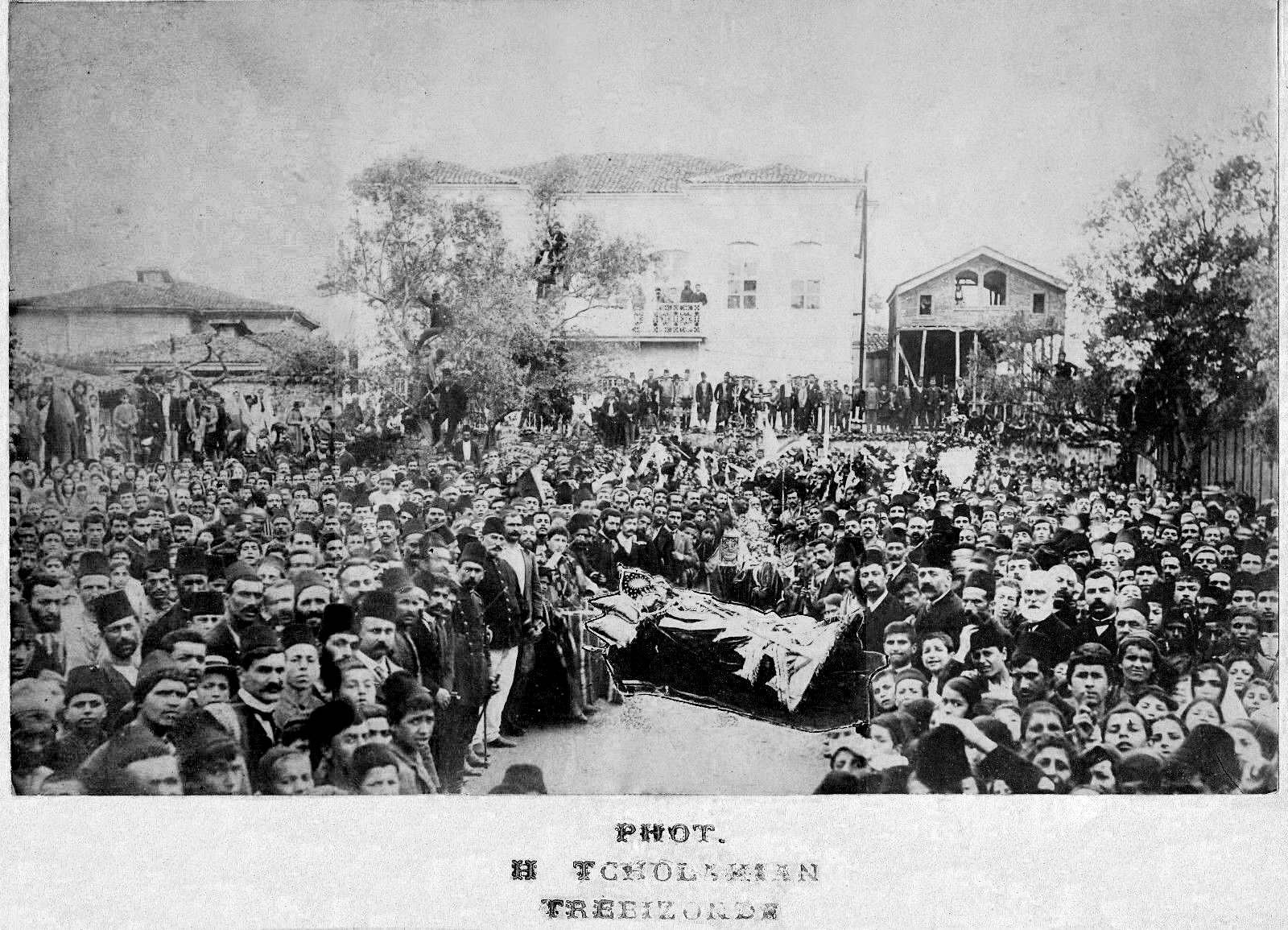
Armeense begrafenis in Trabzon Hatchik Tcholakian, 1892
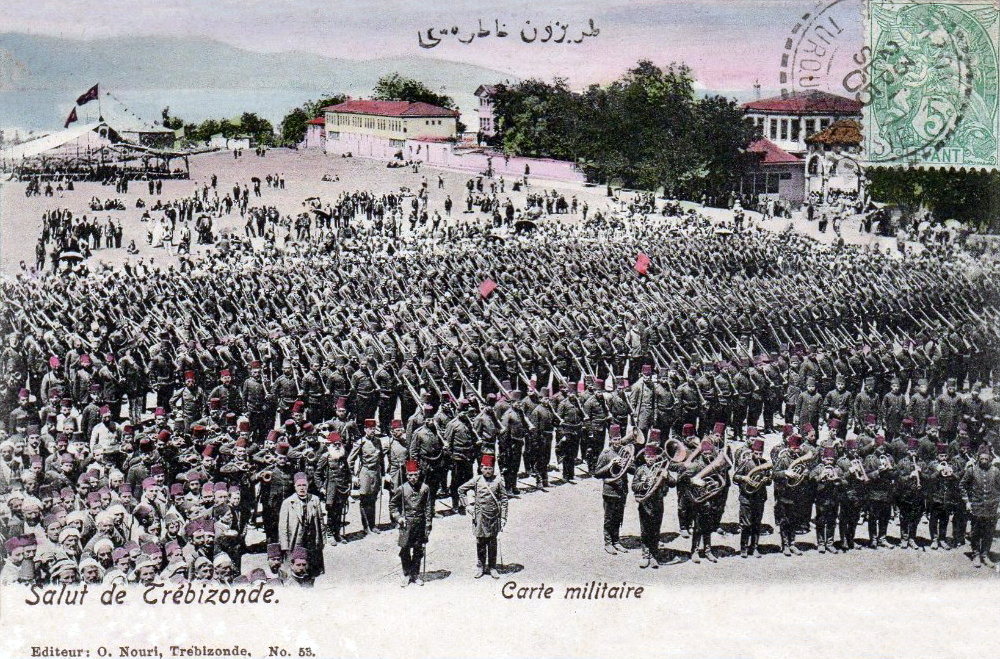
Het Ottomaanse leger in Trabzon Osman Nouri, circa 1900
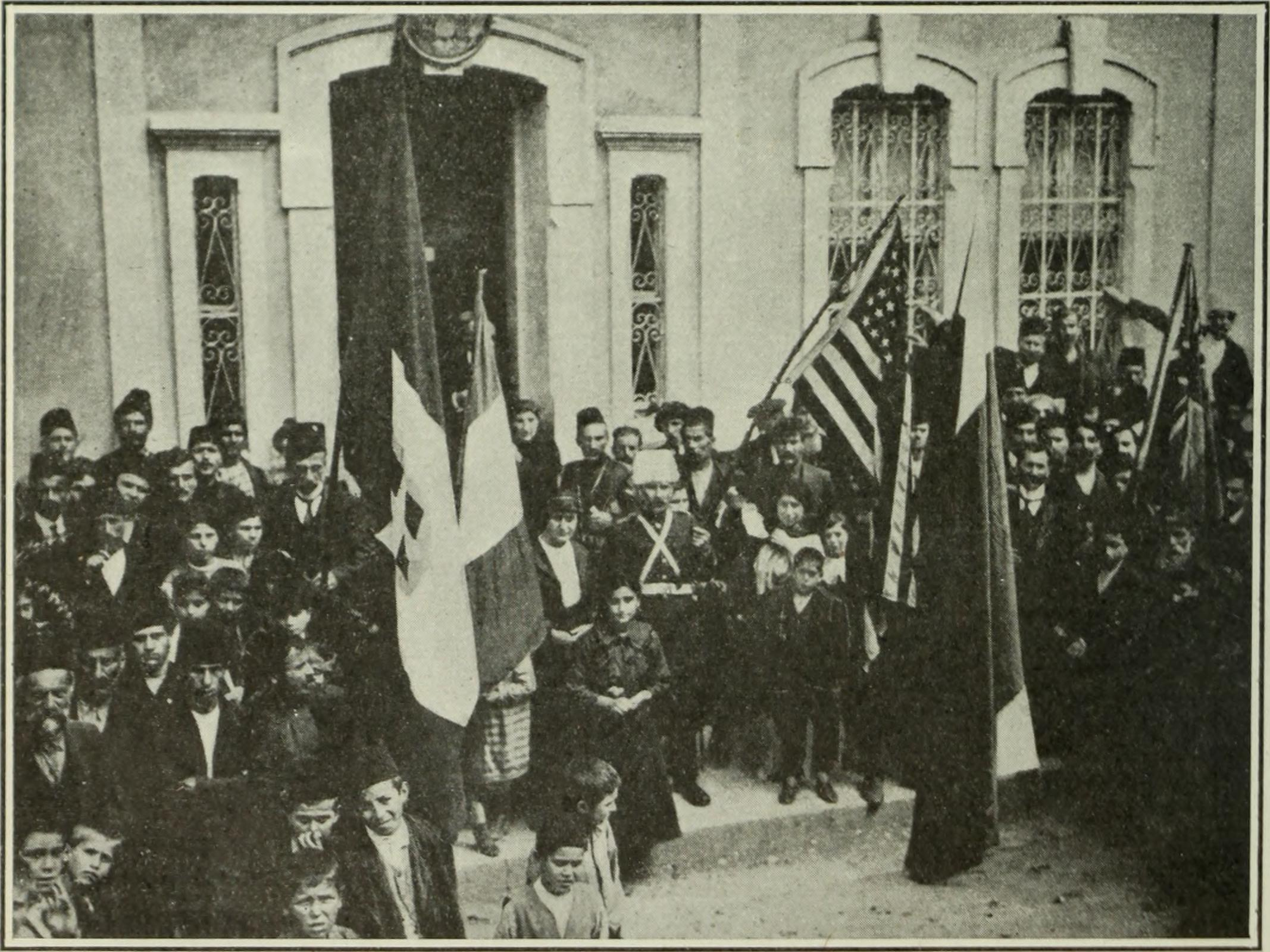
Het Amerikaanse consulaat na de Russische inval, The Times, 1916
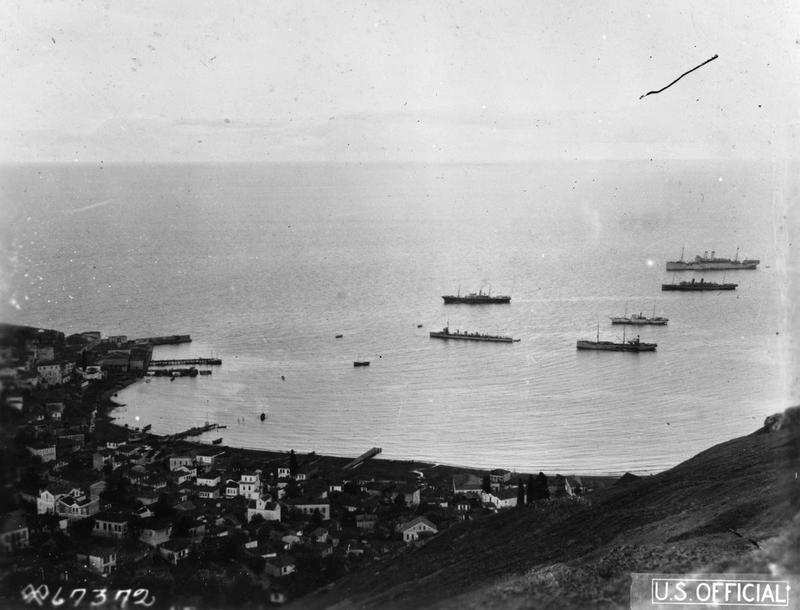
De Amerikaanse marine in Trabzon, Amerikaans leger, 1919

### In de moderne tijd
Tijdens de Eerste Wereldoorlog was de stad het toneel van gevechten tussen de Russen en de Ottomanen, als onderdeel van het Kaukasische front. Een groot deel van de jonge mannelijke bevolking van de stad kwam om tijdens de Kaukasuscampagne in de winter van 1914. Een Russisch bombardement van de stad in 1915 kostte 1300 mensen het leven, en legde een groot deel van de stad in puin. In juli 1915 werden de meeste mannelijke Armeense inwoners van de stad in 5 konvooien de stad uit gemarcheerd. Dit vormde met de gelijktijdige acties in Istanboel het startsein voor de Armeense Genocide. Ook zouden zij op straat zijn vermoord, en anderen op zee over boord gezet. Overlevende Armeniërs vluchtten zo mogelijk richting het Russische Rijk. In 1916 namen de Russen (samen met Armeense troepen) na een nieuw bombardement de stad in, en maakten zij de Turkse en Grieks-Islamitische wijk met de grond gelijk als represaille voor de daden van het Turkse leger. De islamitische inwoners van de stad moeten hun winkels sluiten en de stad verlaten. Door de Russische Revolutie waren zij in 1917 echter gedwongen zich uit de gehele Kaukasus terug te trekken. Na de oorlog werd een groot deel van de rechtszaken omtrent de genocide in deze stad gevoerd.

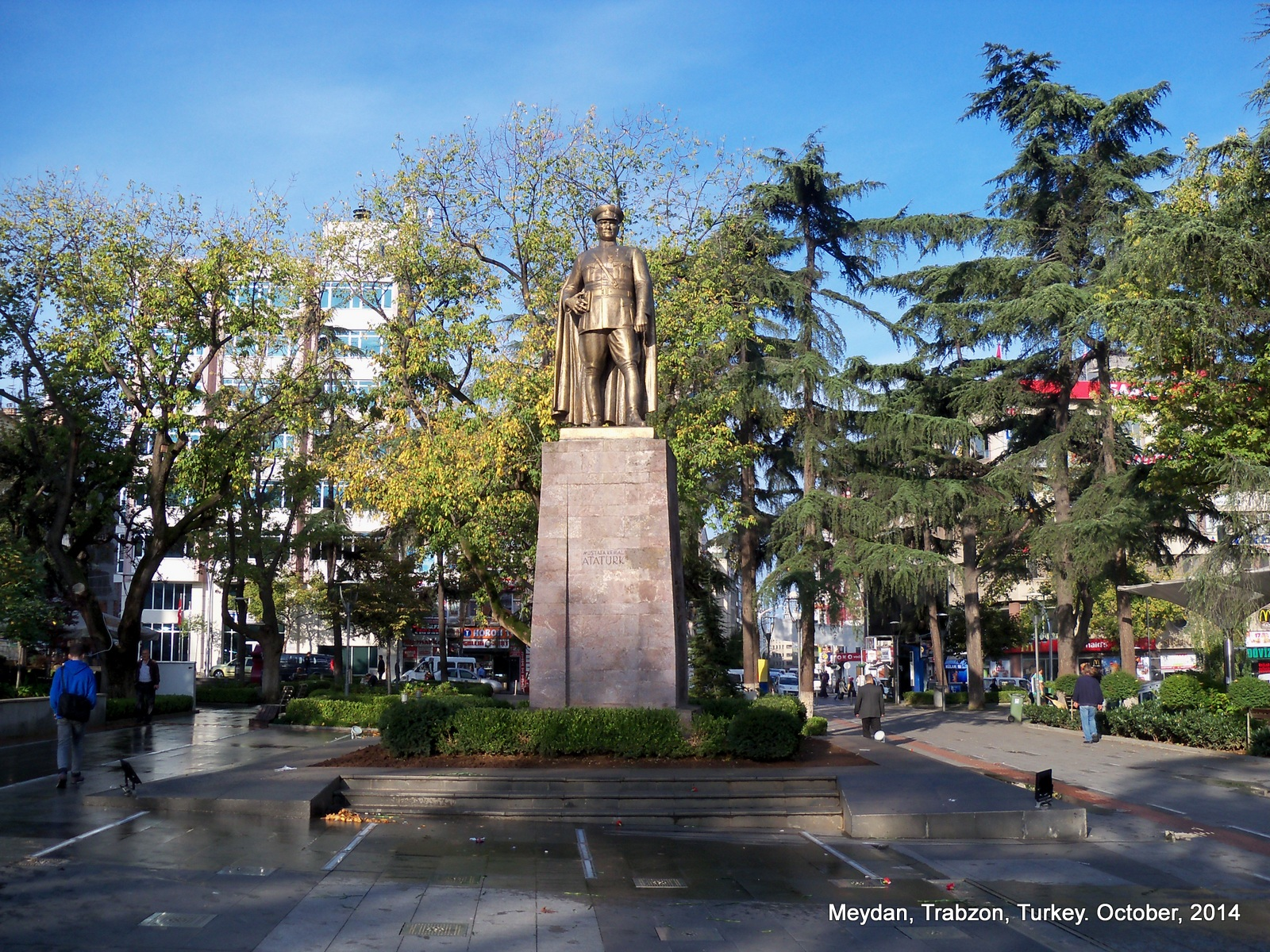
Hoewel er in de jaren 20 animositeit was tussen Atatürk en de bevolking van Trabzon is zijn standbeeld op het centrale plein het start- of eindpunt van vele demonstraties.

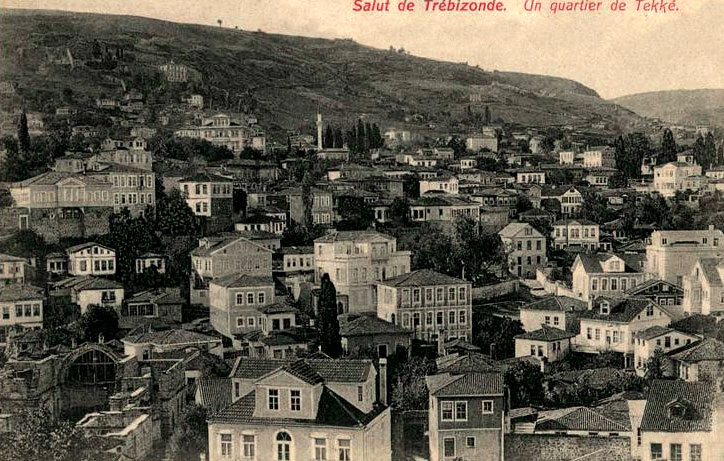
Ansichtkaart van de zuidelijke wijk met op de achtergrond de heuvel Boztepe (circa 1900). Een groot deel van deze historische wijk werd tijdens de Eerste Wereldoorlog vernietigd.

Tijdens de Grieks-Turkse oorlog werd de stad diverse malen onder vuur genomen vanaf zee, door de Griekse marine. Omdat de lokale Turkse overheid onafhankelijk van Atatürk opereerde kwam de grote christelijke Griekse minderheid in de regio van Trabzon niet in opstand tegen de nieuwe Turkse staat zoals in het westen van Anatolië was gebeurd. Een deel van de Griekse mannen werd wel naar de mijnen gestuurd, maar toen prominente christelijke Grieken werden gearresteerd protesteerde de islamitische bevolking van de stad. Wegens de interreligieuze familiebanden (die in Trabzon sterker waren dan op andere plaatsen in het Ottomaanse Rijk) vonden er gedurende de oorlog geen massamoorden plaats, in tegenstelling tot in de westelijke Pontus en in Ionië. Griekse separatisten die naar de stad waren gekomen werden door de lokale Griekse bevolking niet warm onthaald. Anderzijds weigerde de lokale Turkse overheid de bende van massamoordenaar Topal Osman, die door Atatürk naar de regio was gestuurd, van wapens te voorzien. Uit wraak vernielde Topal enkele huizen in de christelijke wijk, voordat hij door lokale Turkse haven-maffia de stad uit gewerkt kon worden. In 1923 wurgde Topal tevens parlementariër Ali Şükrü Bey uit Trabzon wegens zijn kritiek op Atatürk. Şükrü Bey had in het Verenigd Koninkrijk gestudeerd en gaf leiding aan de oppositie (de "tweede groep") in het parlement na de eerste Turkse verkiezingen. Hoge leden van de gendarme en rechterlijke macht kozen na zijn dood de kant van de oppositie en lieten Topal vervolgen en executeren als waarschuwing aan Atatürk. In Trabzon wordt Şükrü Bey als held gezien, terwijl in het naburige Giresun een standbeeld van zijn moordenaar staat. Nadat Atatürk het centraal bestuur had hersteld, en Griekenland de oorlog verloor, werd besloten tot de bevolkingsuitwisseling tussen Turkije en Griekenland. Onder deze uitwisseling vielen ook de meer dan honderdduizend christelijke Pontische Grieken uit de regio van Trabzon. Velen konden zich geen bootreis veroorloven en moesten lange afstanden te voet afleggen richting Griekenland of Rusland. De Griekstalige islamitische bevolking bleef echter in het gebied en hun taal, het Romeyka, heeft van alle nog gesproken Griekse talen het meest behouden van het Oudgrieks.
Door de vernietigende oorlog, de exodus van een groot deel van de bevolking en het sluiten van de grenzen van de Sovjet-Unie verloor de stad zijn prominente plaats in de wereldhandel. Door een hongersnood die deze regio trof in de decennia na de oorlog werden nog meer inwoners gedwongen elders hun heil te zoeken; hierdoor was het voor enige tijd een armoedige provinciale stad. In de jaren 50/60 van de 20e eeuw kende de regio een verdere leegloop. Veel inwoners vertrokken naar Europa of een van de steden in het westen van Turkije. Met de ontwikkeling van de economie vanaf de jaren 70 en de komst van de kustsnelweg is de stad weer in trek gekomen.

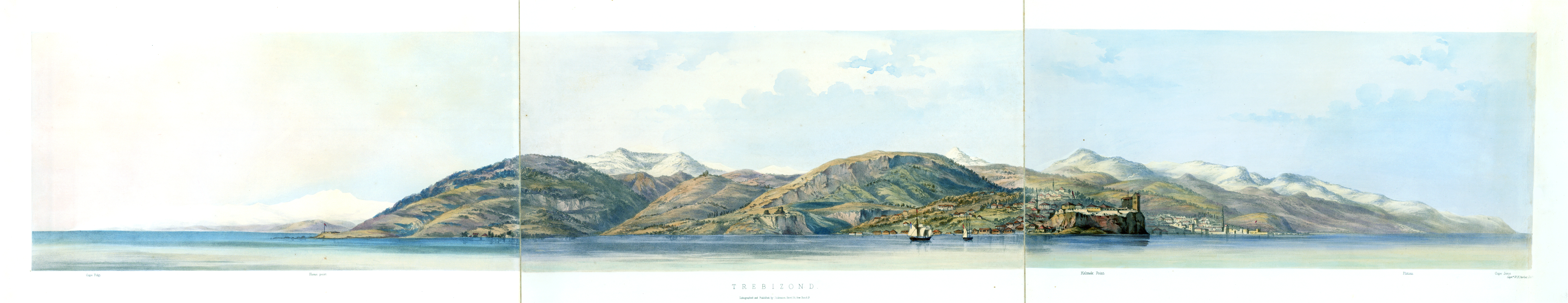
Panorama van Trabzon vanaf de zee. Gebroeders Dickinson, 1853.

## Demografie

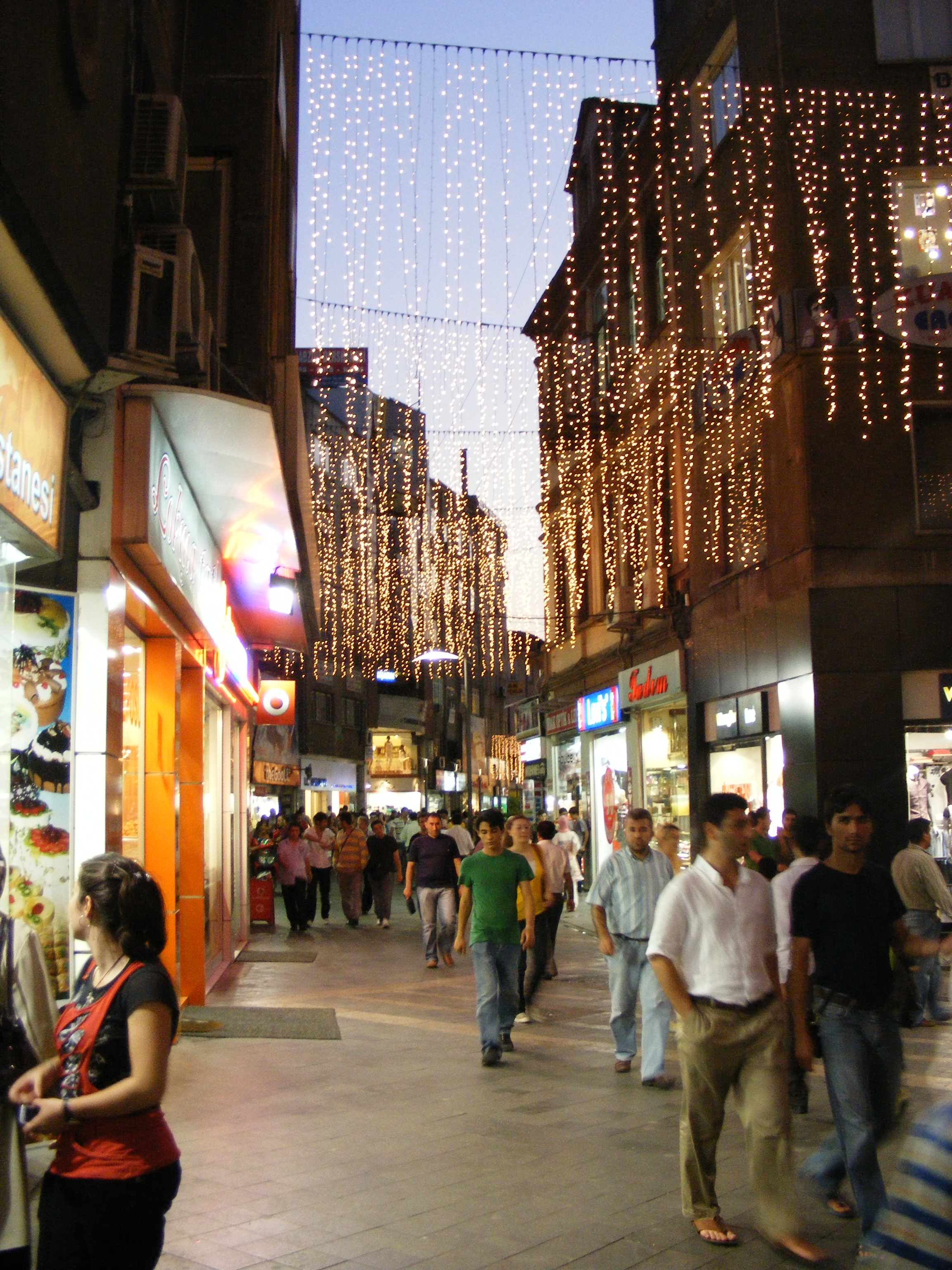
Uzun Sokak, een van de centrale winkelstraten van Trabzon

### Bevolking
Naast Çepni en andere Turken vindt men in de stad ook een grote Russische populatie, die naar de stad is gekomen na de val van de Sovjet-Unie. Ook kleinere groepen Oekraïners en Georgiërs vestigden zich in de jaren 80 en 90 in de stad. Lazen, een Georgisch volk dat endemisch is aan de regio, vormen ook een bevolkingsgroep in de stad. Hoewel zij ooit een aanzienlijk deel van de inwoners van de stad uitmaakten, is nog maar een kleine Pontische Griekse gemeenschap in de stad aanwezig, de meesten van hen zijn moslims omdat de Grieks-orthodoxen in 1915 gedeporteerd of in 1922 naar Griekenland werden uitgewezen. Er is ook een kleine populatie islamitische West-Armeniërs in de stad, de Hemşin.
Zo'n 20% van de inwoners van Trabzon is student, de Zwarte Zee Technische Universiteit is een van de belangrijkste universiteiten in oostelijk Anatolië, en had anno 2011 zo'n 42.000 studenten. Veel studenten komen uit het Zwarte Zeegebied, oostelijk Anatolië en de Centraal-Aziatische republieken, maar de universiteit biedt ook programma's aan voor studenten uit ontwikkelingslanden in Afrika en Zuidoost-Azië.

### Talen
Mede vanwege het afgelegen en bergachtige karakter van de regio rond Trabzon zijn diverse lokale talen en dialecten beter behouden gebleven dan in andere delen van Anatolië. Het Turks wordt door vrijwel alle bewoners van Trabzon gesproken, maar in drie verschillende dialecten: het Centraal-Anatolisch Turks wordt gesproken in de westelijke districten van Trabzon, waar een grote Çepni-bevolking woont. In het centrale en oostelijke deel van de provincie wordt een meer archaïsche vorm van Turks gesproken, met Griekse leenwoorden en klanken. Dit dialect staat in Turkije foutief bekend als het 'Lazische accent', want Lazisch werd en wordt niet gesproken ten westen van Rize. Een zeer archaïsche vorm van dit Turks-Grieks dialect wordt gesproken in enkele dorpjes ten zuiden van Trabzon, en heeft van alle dialecten in Turkije het meest behouden van het Oğuzisch Turks dat werd gesproken in de 14e eeuw. Daarnaast wordt er, met name ten zuidwesten en zuidoosten van Trabzon het Romeyka gesproken, een Pontisch-Grieks dialect dat van alle huidige Griekse varianten het dichtst bij het Oudgrieks staat. Dat oude vormen van Grieks en Turks in de bergen ten zuiden van Trabzon behouden konden blijven ligt volgens turkoloog Bernt Brendemoen aan het feit dat het Oegoezische Turks nauw aansluiting vond bij de lokale Pontisch Griekse taal. Door contact vanaf de 14e eeuw tussen Turks- en Griekssprekenden zou dit dialect zijn ontstaan, en in de bergen zijn behouden. Hierdoor heeft het dialect geen ontwikkeling gekend richting de klinkerharmonie die het moderne Turks kenmerkt vanaf de 18e eeuw.
Een andere bijzondere taal in Trabzon is de fluittaal die in enkele dorpjes ten zuidwesten van de stad wordt gefloten. Het is een van de weinige fluittalen in de wereld, en werd tot in de 20e eeuw in een veel groter deel van de regio rond Trabzon gebruikt om te communiceren in de valleien. Tegenwoordig wordt de fluittaal in leven gehouden door een jaarlijkse fluitwedstrijd in het dorpje Kuşköy (Vogeldorp).
Tot de minderheidstalen van de stad behoren het Russisch en het Georgisch, die vooral sinds eind jaren 80 worden gesproken door enkele duizenden inwoners van de stad.

## Cultuur

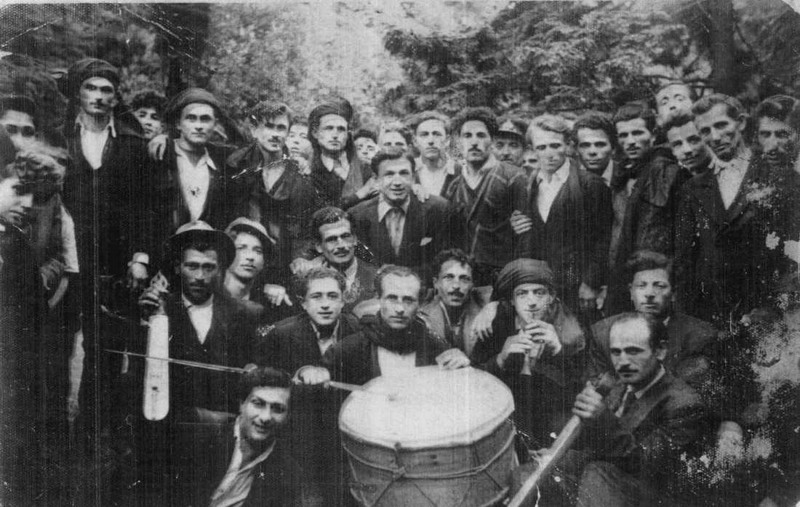
Muzikanten uit Maçka, met traditionele lokale instrumenten als de Kemençe (Pontische Lyra), Tulum, en Zurna.

Tolerantie voor diversiteit van etniciteit en religie maakt een belangrijk deel uit van de lokale cultuur. Dit is vooral zichtbaar tijdens de Kadirga, een jaarlijks feest op de gelijknamige hoogvlakte op de grens tussen de provincie Trabzon en Gümüşhane. Hier komen al eeuwen de verschillende volkeren uit de regio bij elkaar om hun gedeelde cultuur te vieren. Ook in de stad zelf vindt men nog een grote etnische verscheidenheid, waaronder ook een Orthodox-christelijke bevolking, voornamelijk bestaand uit mensen uit de voormalige Sovjet-Unie. Veel culturele elementen worden gedeeld door de verschillende bevolkingsgroepen zoals traditionele volksdansen als de Horon en muziekinstrumenten zoals de Kementsje. In de 19e eeuw bemerkten Europese reizigers dat islamitische vrouwen in de omgeving van Trabzon zich veel vrijer gedroegen in het publieke domein dan in andere delen van het Ottomaanse Rijk. Vrouwen lieten hun gezicht en soms hun haar onbedekt, en zij zagen geen probleem in het converseren en flirten met vreemde mannen. Hoewel Trabzon als religieus bekendstaat zijn deze kenmerken nog altijd in de lokale cultuur te herkennen. Hoewel Trabzon een zeer stedelijke kern kent woont een deel van de bewoners van de buitenwijken gedurende een groot deel van het jaar in de kleine dorpjes in het Pontisch Gebergte ten zuiden van de stad. Deze mensen leven nog veelal volgens een traditionele, behoudende levensstijl. De bewoners van de oostelijke Zwarte Zeekust staan in Turkije bekend als prettig gestoorde wapenliefhebbers met een zwaar accent. Het accent kent geen klinkerharmonie, een van de bouwstenen van de Turkse talen. Atatürk koos zijn presidentiële garde uit het naastgelegen Giresun vanwege de loyaliteit van de bevolking aan de staat. In sommige dorpen in de omgeving van Trabzon wordt 'Oud Nieuwjaar' gevierd volgens de Juliaanse kalender. In de nacht van 14 op 15 januari, bekend als 'Kalender-avond' of 'Momogeroi', komen de dorpsbewoners verkleed bij elkaar in een voorchristelijke viering. Vaak gaan mensen verkleed als Hadji Firoez of als een schaap. In 2015 werd Trabzon door Forbes verkozen als de meest leefbare stad van Turkije. Hierbij ging het om toegang tot sociale voorzieningen, groen, schoon water en onderwijs.

### Onderwijs

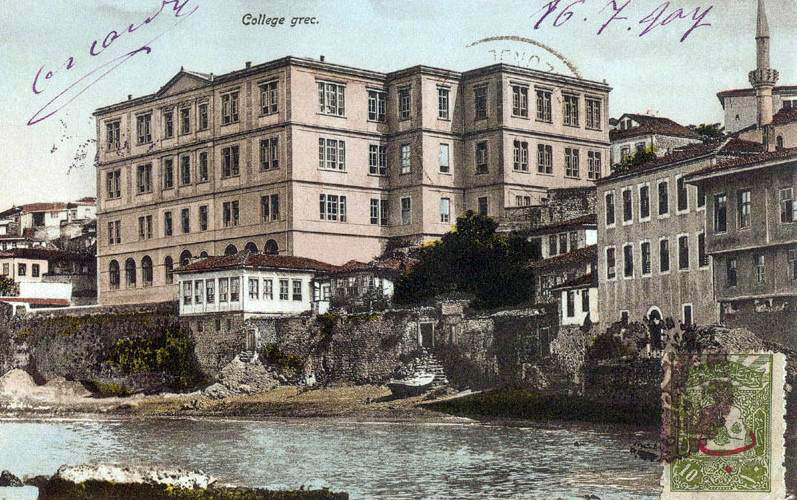
Het Phrontisterion van Trebizonde, dat van 1683 tot 1921 de belangrijkste hogeschool was in de Pontus.

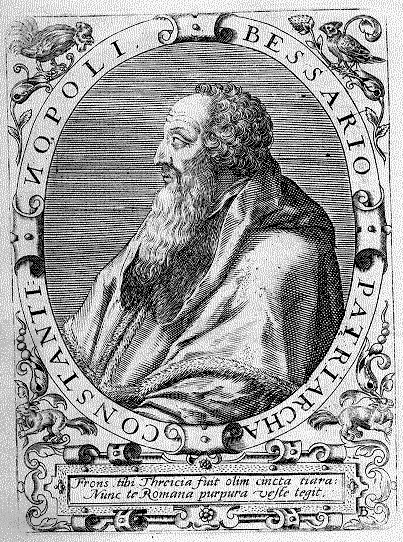
Basilios Bessarion, belangrijk figuur in de renaissance.

Trabzon is al duizenden jaren een belangrijk educatief centrum van oostelijk Anatolië. Enkele eeuwen na Christus werd hier de Universiteit (Pandidakterion) van Trapezus opgericht, als een van de eersten in de wereld. Na turbulente periodes van invallen door Galaten en Vikingen verdween het hogere onderwijs een tijdlang uit de stad, maar op enig moment werd de Universiteit herbouwd. In de universiteit werd gedurende de Byzantijnse periode onderwezen in de geneeskunde, wiskunde, natuurkunde, sterrenkunde, en filosofie. De faculteit geneeskunde trok echter de meeste studenten. In de 14 eeuw, onder heerschappij van Alexios II Megas Komnenos en zijn kleinzoon Alexios III Megas Komnenos was de stad een van de plaatsen van belang voor het ontstaan van de Renaissance. Door de onrust in Constantinopel vluchtten veel Byzantijnse intellectuelen naar Trebizonde. Na de grote stadsbrand van 1310 werd de geruïneerde Universiteit het volgende jaar heropend. Als onderdeel van de universiteit stichtte Gregory Choniades een academie voor de sterrenkunde met een observatorium. Choniades bracht de werken van Perzische geleerden als Shams al-Din al-Bukhari, Nasir al-Din al-Tusi en Abd al-Rahman al-Khazini mee uit Tabriz. Deze werken vonden later hun weg naar Europa. De belangrijkste intellectueel die de stad voort bracht was Basilios Bessarion. Na de inname van de stad door de Ottomanen bleef het hoger onderwijs aanwezig, en in 1683 werd er een nieuwe Griekse hogeschool opgericht, het Phrontisterion van Trapezus. Deze school zou tot 1921 de belangrijke blijven voor de Pontisch Griekse gemeenschap in de regio, en huist ook tegenwoordig nog een prestigieuze middelbare school. In de tweede helft van de 19e eeuw had het Vilajet Trebizonde honderden scholen, de bewoners van de Of-vallei hadden de hoogste geletterdheid van het hele Ottomaanse Rijk. In 1955 werd de Karadeniz Technische Universiteit (KTU) opgericht, als eerste universiteit in Turkije buiten de grote steden Istanboel en Ankara. In 2011 had de universiteit 18 faculteiten en 42.000 studenten. De Avrasya Universiteit is de eerste private universiteit van Trabzon, en werd in 2010 opgericht.

### Keuken

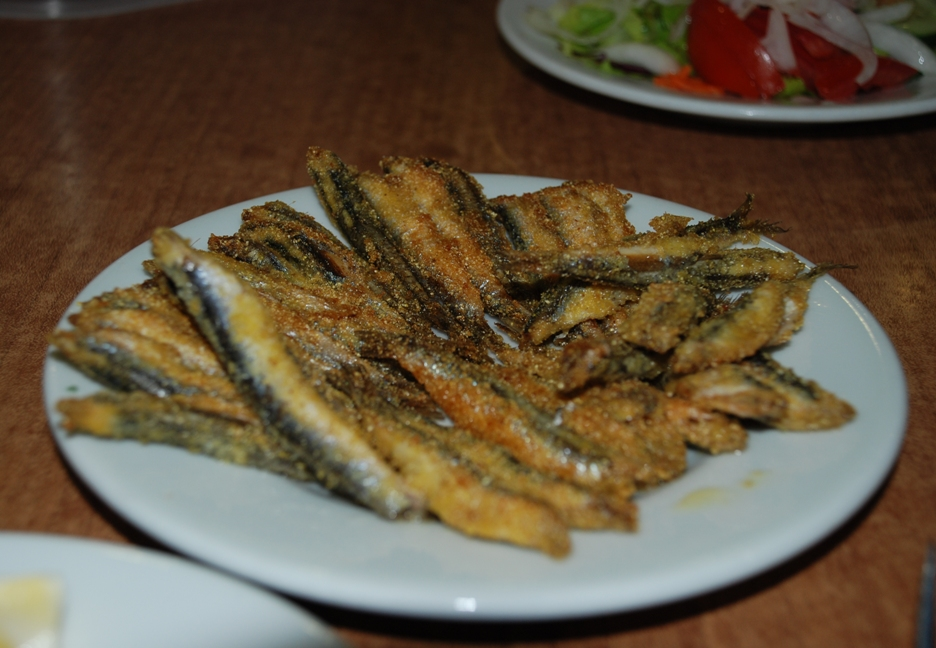
Hamsi (ansjovis).

De oostelijke Zwarte Zeekust heeft een geheel eigen keuken binnen Turkije. Een van de belangrijkste voedselbronnen in de regio is vis, met name ansjovis (Hamsi in het Turks). De vissen zwemmen in een grote schol rond de Zwarte Zee langs de ondiepe kustlijn; de zee is namelijk zuurstofarm in de diepere delen. Hierdoor is de vis relatief gemakkelijk te vangen en is de populatie in de afgelopen decennia drastisch afgenomen. Toch brengen vissers in Trabzon nog altijd zo'n 20% van de totale visvangst van Turkije binnen. Andere typische gerechten uit de regio zijn kuymak (een soort fondue met maïs, verse boter en kaas), mısır ekmeği (maisbrood), kara lahana çorbası (soep met bonen en witte kool), Çayır Lahanası Çorbası (wilde-kool soep) pastırma (pastrami), verschillende soorten kaas waaronder telli peynir (draadjes kaas) en Minci (droge yoghurt-kaas). De regio kent een grote diversiteit aan inheemse planten. De kers is vernoemd naar de stad vanwaar zij werd geëxporteerd naar andere delen van het Romeinse Rijk, namelijk Kerasunta, zo'n 100 kilometer ten westen van Trabzon. Ook hazelnoten vormen een belangrijk onderdeel van de lokale keuken, de regio is verantwoordelijk voor zo'n 70% van de totale wereldproductie van de noot. Sinds de 20e eeuw wordt er in de regio ook veel thee verbouwd (en geconsumeerd).

### Theater en cinema

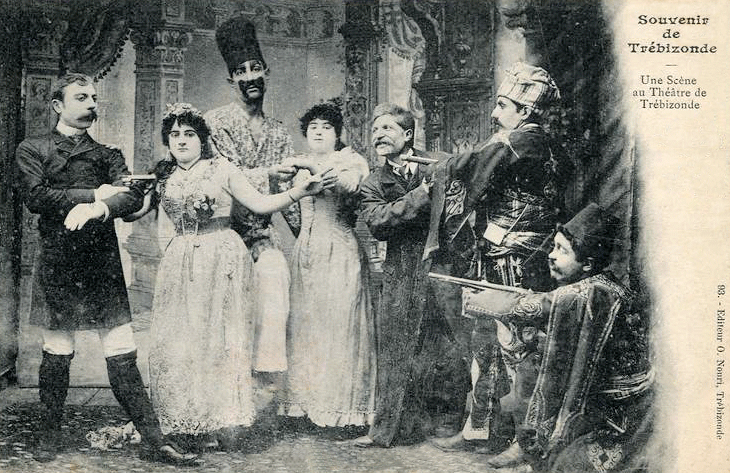
Toneelvoorstelling in Trabzon rond 1900.

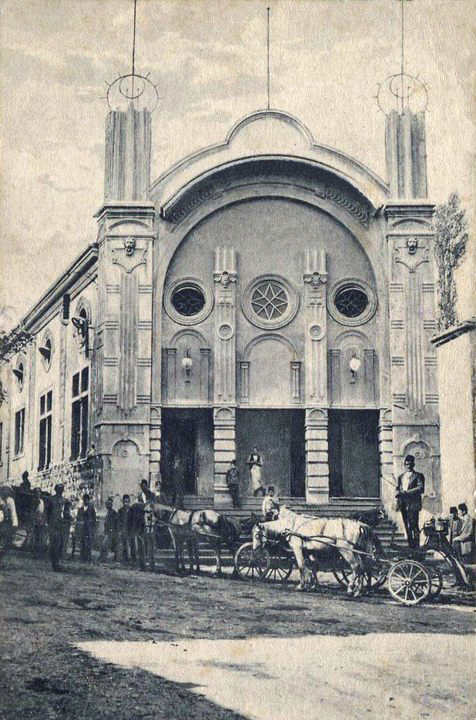
Het Sümer operagebouw aan het centrale Meydan-plein.

De Zwarte Zeeregio heeft een bijzondere plaats in de geschiedenis van theater en film in Turkije. In de tweede helft van de 19e eeuw ontstonden hier de eerste theaterverenigingen van het Ottomaanse Rijk en in 1895 opende de Griekse bankier Konstantinos Theofilaktos een theater in de stad. Tsjaikovski schreef een deel van zijn opera Tsjarodejka tijdens zijn bezoek aan de stad. Het is niet bekend of hij er ook een optreden heeft gegeven. In 1912 werd het eerste operagebouw in het Ottomaanse Rijk buiten het Europese deel van Istanboel geopend in Trabzon; het Sümer Opera Binası, gebouwd in art-nouveaustijl. In 1925 werd dit gebouw omgevormd tot een cinema, tevens een van de eerste van het land. Het indrukwekkende Sinema Sümer aan het centrale Meydan plein werd in 1958 gesloopt om autoverkeer richting het centrum te accommoderen. Nadat deze maatregelen in 2011 werden teruggedraaid riepen inwoners van de stad op tot een reconstructie. De burgemeester zei dit toe, hoewel in moderne vorm. In de stad zijn tevens nog twee andere theaters en vier bioscopen. Trabzon en haar omgeving behoren tot de belangrijkste filmlocaties in Turkije buiten Istanboel. Zowel lokale als internationale regisseurs filmen graag in de regio vanwege de ongerepte natuur en authentieke cultuur. In Turkije worden sinds lange tijd echter ook veel goedkope komedies gemaakt die de lokale bevolking van Trabzon meestal niet fraai afbeelden; stereotypen die in deze films vaak terugkomen zijn ongeschoolde agressieve mannen (bergbewoners uit de Kaukasus) en dominante ongemanierde vrouwen (amazonen). Meer oprechte films die (deels) in Trabzon zijn opgenomen zijn onder andere:
- Auf der anderen Seite, van de Duits-Turkse regisseur Fatih Akin (wiens familie uit Trabzon komt).
- Waiting for the Clouds, een film van regisseur Yeşim Ustaoğlu over een Pontisch Griekse vrouw die is achtergebleven in het dorpje Trebolu.
- Pandora's Box, een film over alzheimer van regisseur Yeşim Ustaoğlu.
- Zephyr, debuutfilm van Belma Baş over een meisje dat door haar moeder bij haar grootouders in de bergen is achtergelaten.
- Vuilnis in het Hof van Eden, een protestfilm van Fatih Akin gericht tegen een vuilstort in het dorpje Camburnu.
- Autumn van regisseur Özcan Alper werd opgenomen in de aangrenzende provincies van Trabzon. De film gaat over een man die moeite heeft met zijn herintrede in de maatschappij na 10 jaar gevangenisstraf.
- Elveda Katya, over een Russische vrouw uit Sotsji die erachter komt dat haar vader een Turkse kapitein uit Trabzon is, en wordt geconfronteerd met de vooroordelen van haar landgenoten en de Turken.
- Yangin Var, over een nationalistische brandweerman uit Trabzon die verliefd wordt op een Koerdische vrouw en geconfronteerd wordt met zijn vooroordelen.
- Bizum Hoca, een komedie over dorpsbewoners die na het vertrek van de dorpsimam een eigen voorganger aanwijzen, die vervolgens een volksopstand leidt tegen de aanleg van een waterkrachtcentrale.
- Cold of Kalandar van Mustafa Kara. Een drama dat zich afspeelt in de bergen tijdens de koudste wintermaand van de Pontische kalender (Januari, oftewel Kalandar). De Turkse inzending voor de Oscars in 2016.
- Bal (Honing), een film van Semih Kaplanoglu over een kleine jongen die moet leren omgaan met het verlies van zijn vader in het dorpje Çamlıhemşin in de naastgelegen provincie Rize.

### Sport

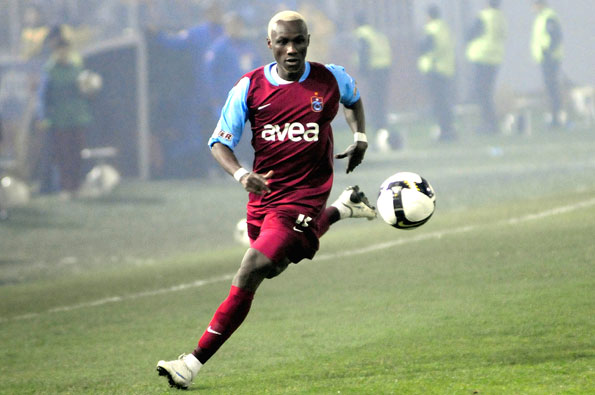
De kleuren Bordeaux en Mavi (blauw) van voetbalclub Trabzonspor zijn op veel plekken in de provincie terug te vinden.

Trabzonspor is de succesvolle lokale voetbalclub. Het was tot voor kort de enige Turkse voetbalclub, naast Bursaspor in 2010, van buiten Istanboel die de Süper Lig heeft gewonnen. Trabzonspor werd tussen 1975 en 2022 7 keer landskampioen. Enkele malen werd het tweede. In het seizoen 2010-11 verloor Trabzonspor op onderling resultaat de titel aan Fenerbahce, waarna dit team echter door de Turkse rechter, de UEFA en de CAS werd bestraft voor matchfixing in het betreffende seizoen. Trabzonspor claimt sindsdien de titel van dit seizoen. Regelmatig zijn er demonstraties van fans in Istanbul, Trabzon en Bern (bij het hoofdkwartier van de UEFA). Het vrouwenelftal werd in 2009 voor het eerst kampioen. Trabzonspor is ook op Europees niveau de succesvolste Turkse voetbalclub geweest, en wist onder andere gerenommeerde clubs als Barcelona, Inter Milaan, Liverpool, Aston Villa, Olympique Lyon en Ajax te verslaan. De club heeft als een van de weinige in het land een goede eigen jeugdopleiding. Hierdoor is de regio tot de belangrijkste leverancier van Turkse profvoetballers geworden. Trabzonspor heeft ook een succesvolle basketbal- en taekwondoafdeling.
In 2011 werd het Europees Jeugd Olympisch Festival in Trabzon gehouden. Hiervoor werden nieuwe sportcomplexen gebouwd in Trabzon en de naastgelegen steden. Daarnaast is in 2011 begonnen met het aanleggen van een sport-eiland voor de kust van Trabzon, met onder andere een nieuw voetbalstadion voor 40.000 toeschouwers en diverse andere sportfaciliteiten. In 2014 werd het Europees Jeugd Kampioenschap Atletiek voor doven en slechthorenden in Trabzon gehouden, en in 2015 werd de FIBA EuroChallenge basketbal finale in Trabzon georganiseerd, alwaar Medical Park Trabzonspor in de laatste seconde verloor van JSF Nanterre.

### Literatuur

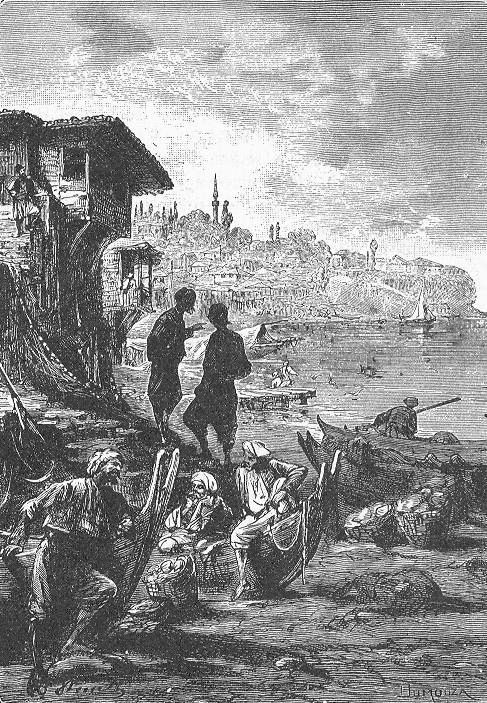
De haven van Trabzon, uit Keraban de Stijfhoofdige van Jules Verne. In dit boek maken de hoofdpersonen een reis rond de Zwarte Zee.

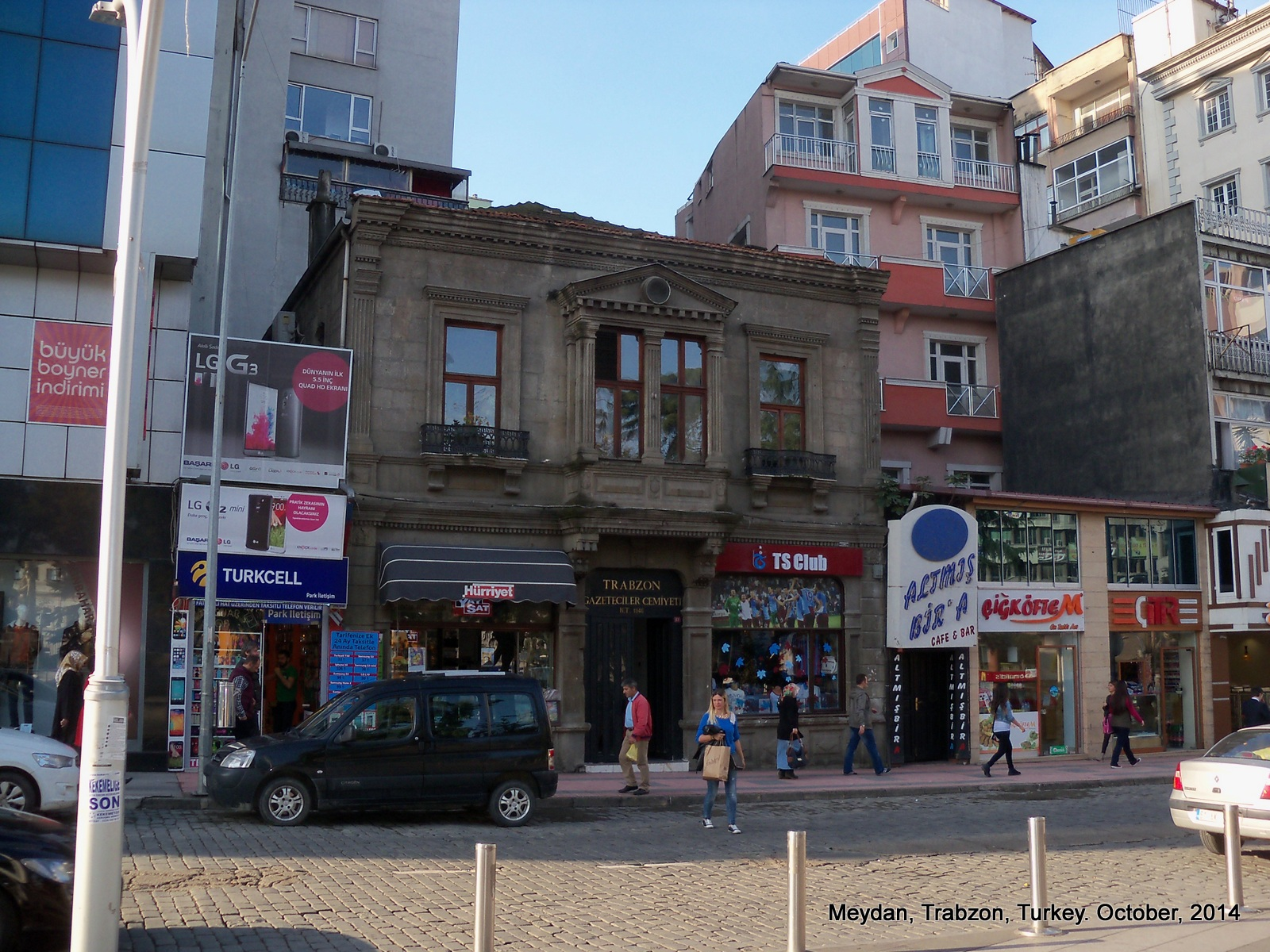
Kantoor van de vereniging voor journalisten aan het centrale plein. Trabzon was naast Constantinopel, Izmir en Selanik een van de grote perscentra van het Ottomaanse Rijk. De drukkerij van Kitabi Hamdi was een van de eerste persen in handen van een moslim buiten Constantinopel.

### Politiek

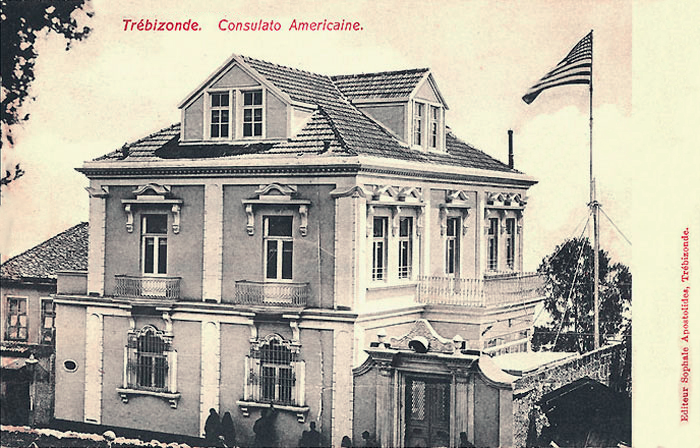
Het Amerikaanse consulaat in Trabzon rond 1900, tegenwoordig huisvest dit pand het kantoor van de vereniging van advocaten in Trabzon.

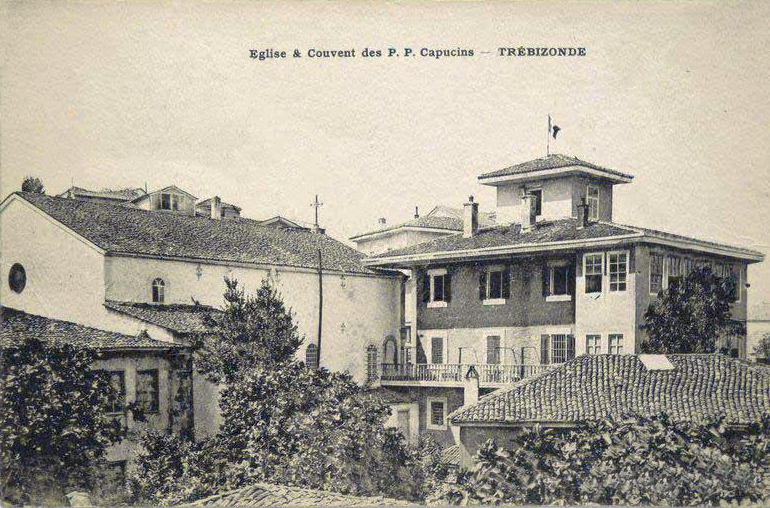
De katholieke kerk en het klooster in Trabzon. Hier vond in 2006 de moord op Andrea Santoro plaats. De kerk biedt ruimte voor de kleine groep christenen in de stad.

Trabzon staat bekend als conservatief en nationalistisch. In februari 2006 werd de Italiaanse Fidei donum-priester Andrea Santoro in Trabzon in zijn kerk doodgeschoten door een jonge Turkse nationalist. In de oostelijke Zwarte Zeeregio is echter ook een lange intellectuele (geletterde) traditie, en er zijn veel linkse bewegingen actief; in de jaren 70 was de stad zelfs een links-progressief bolwerk. Sinds de strijd met de PKK in het zuidoosten van het land in de jaren 80 wonnen conservatieve en nationalistische stromingen echter aan populariteit. Een derde van de gesneuvelde soldaten komt van de Zwarte-Zeekust. In Trabzon zijn regelmatig demonstraties tegen voetbalschandalen, politieke corruptiezaken en de aanleg van infrastructuur en waterkrachtcentrales. Ook zijn er sinds enkele jaren sterke burgerbewegingen actief voor het behoud van de streek en natuur en de lokale cultuur. Wegens de hiervoor genoemde redenen zijn er in de stad sinds de landelijke demonstraties in 2013 net als in de westelijke steden Istanbul, Izmir en Eskişehir, en het merendeels alevitische Hatay en Tunceli ook regelmatig grote demonstraties tegen de regering in de stad. Deze verlopen echter in tegenstelling tot in sommige andere delen van het land zonder politiegeweld of vandalisme. Toch is ook in deze stad de AKP de grootste partij. Dit komt deels doordat de meeste studenten niet in de stad kunnen stemmen (zij moeten daarvoor naar hun vorige woonplaats), en doordat veel landelijke gebieden zijn toegevoegd aan de nieuwe metropoolregio. Hoewel de stad door Turken uit andere regio's vaak als conservatief wordt gezien heeft de regio met 36,2% op afstand de hoogste arbeidsparticipatie van vrouwen in het land. Dit is deels te verklaren doordat veel mannen uit Trabzon buiten de regio of het land werken, terwijl hun vrouwen zich over de landerijen bekommeren.
Vanwege het politiek-historisch verleden, en de functie als belangrijke haven, zijn er in Trabzon zijn ook enkele consulaten zoals die van Oostenrijk, Hongarije, Rusland, Georgië, Kirgizië en Iran. Ook Duitsland, Slowakije en Macedonië hebben een honorair consul in de stad. Nederland had een consulaat in de stad tot in de 20e eeuw.

#### Transformatie Hagia Sophia

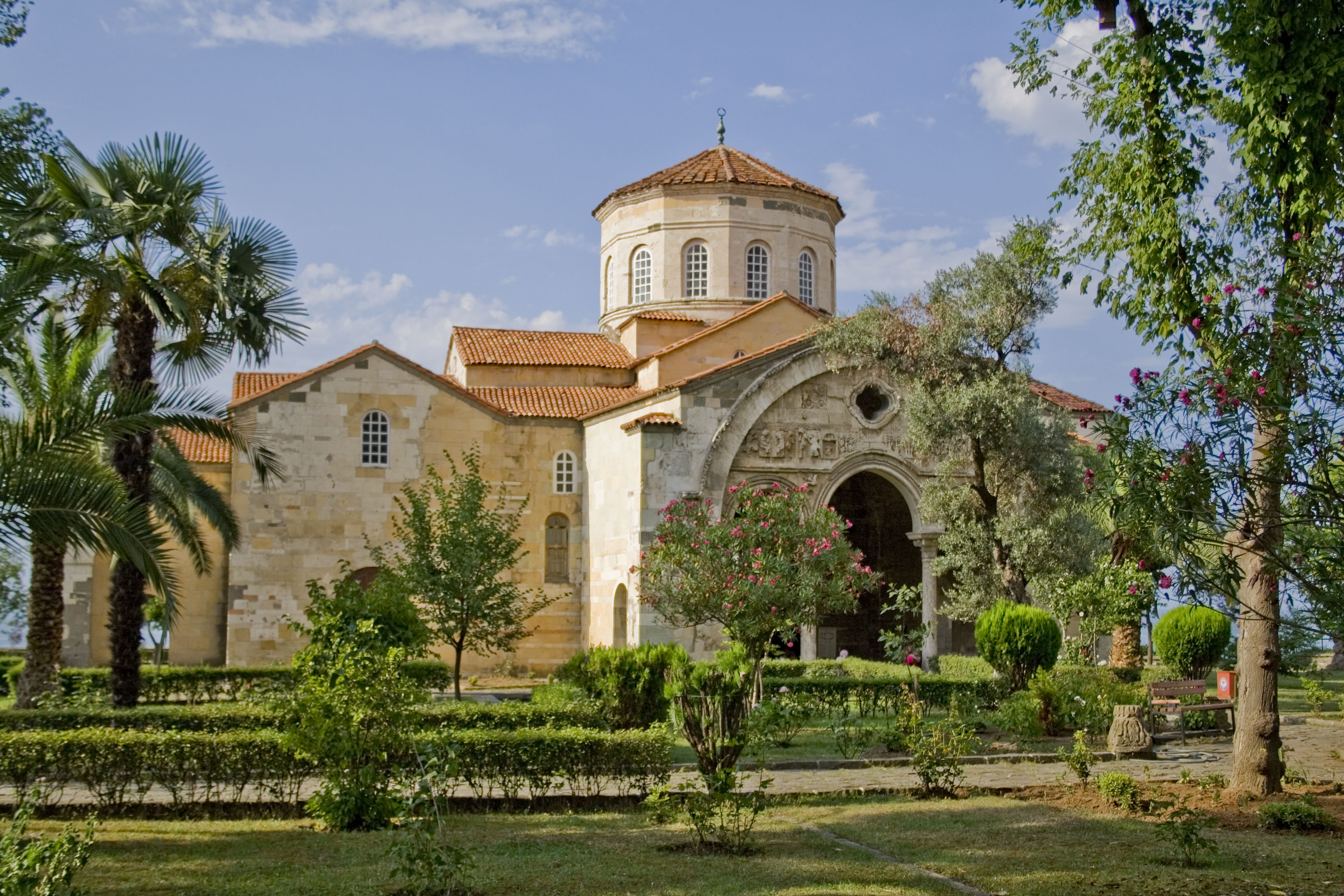
De Hagia Sophia.

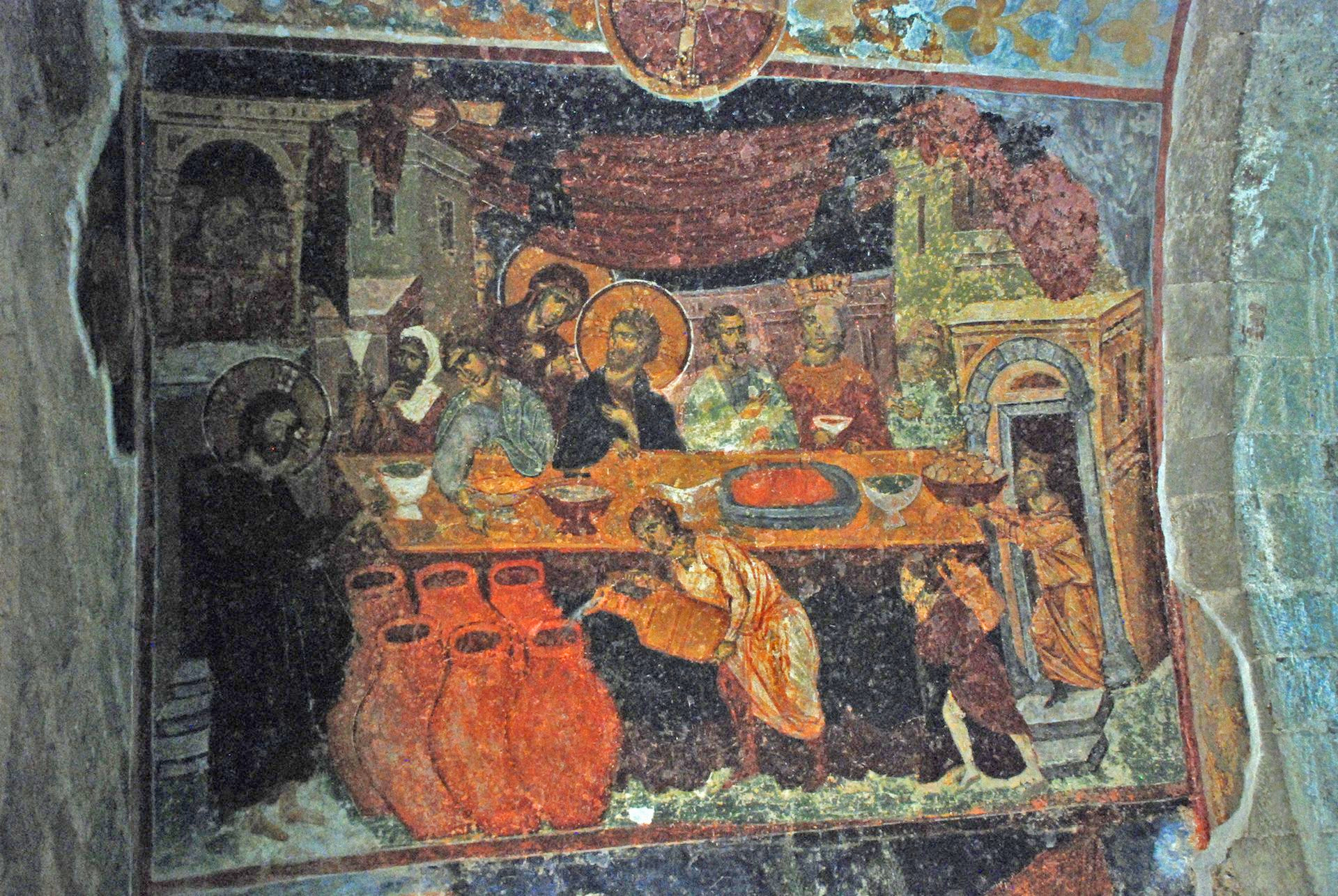
13e-eeuwse fresco in de Hagia Sophia van het huwelijk in Cana. In veel opzichten nog een middeleeuws werk, maar met een grote vrijheid die de Palaiologische, of Byzantijnse, renaissance kenmerkt.
(Fresco's buiten de gebedsruimte zoals dit werk in de Narthex zijn ongemoeid gelaten tijdens de conversie)

In 2012 ontstond ophef in de stad toen vicepremier Bulent Arinc van de regerende AKP bekendmaakte dat hij het Hagia Sophia museum wilde laten ombouwen tot een moskee. Christelijke en islamitische leiders uit de stad spraken zich direct fel uit tegen de plannen, en een Islamitische voorganger, Zeki Baytar, dreigde zelfs met een burgeropstand. Een groep van zo'n 20 zelfverklaarde islamisten verzamelde zich voor de kerk en riepen op om het gebouw als moskee in gebruik te nemen. De politie moest ingrijpen toen een veel grotere groep tegendemonstranten de islamisten dreigde aan te vallen. Als reactie op de gebeurtenissen bezocht de Griekse patriarch Bartholomeus voor zijn jaarlijkse dienst in het Sumelaklooster de kerk, en sprak ook hij zich uit tegen de plannen van de vicepremier.
In januari 2013 maakte het Turkse ministerie voor godsdienstzaken (Diyanet) bekend dat na de renovatie van het park rond de Hagia Sophia in 2013/14 het gebouw voor religieuze (islamitische) diensten opengesteld zou worden. Volgens een woordvoerder van Diyanet werd het gebedshuis illegaal bezet door ambtenaren van het ministerie van cultuur. Na deze uitlatingen reageerden nationale en lokale organisaties, zoals het Griekse patriarchaat en de verschillende fanclubs van sportvereniging Trabzonspor, wederom negatief op het voornemen. Volgens lokale politici probeert de AKP religieuze en seculiere bewoners van de stad tegen elkaar op te zetten. Een lokale culturele vereniging begon een petitie tegen het omvormen van de Hagia Sophia naar een moskee. De vereniging van architecten in Trabzon heeft het ministerie van religieuze zaken aangeklaagd inzake de transformatie en de bouw van een winkelcentrum op het naastgelegen terrein. Na klachten van omwonenden en toeristen heeft de lokale afdeling van het religieuze directoraat besloten om de fresco's buiten gebedstijd zichtbaar te maken door terugtrekkende gordijnen. Een lokale rechtbank stelde de architectenvereniging in het gelijk en eiste dat het kerkgebouw een museum zou blijven. Een deel van het gebouw is momenteel een gebedsruimte, terwijl het andere deel nog een museum is, tot er een definitieve uitspraak komt. Alle goedbewaarde fresco's in de kerk zijn nog te bezichtigen.

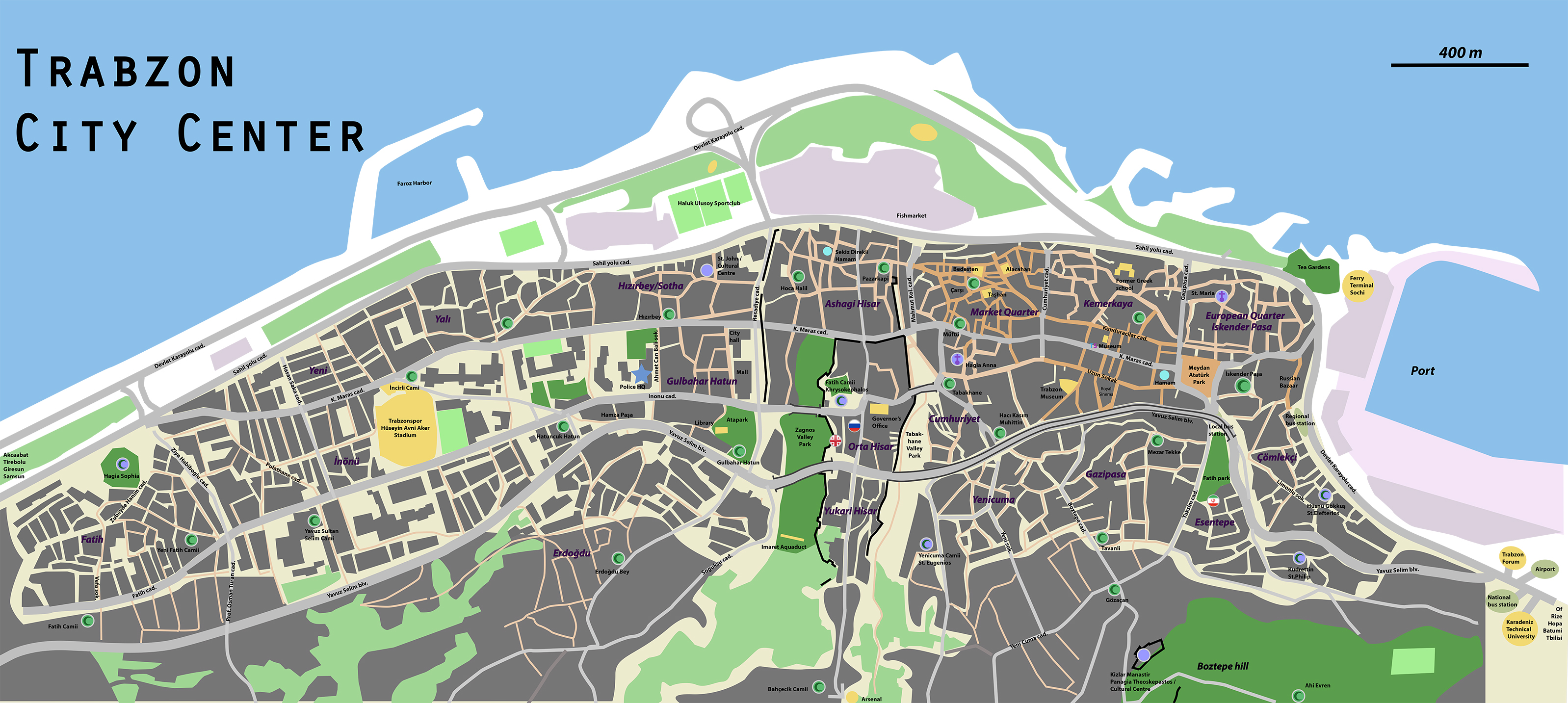
Plattegrond van het centrum van Trabzon. Op de Hagia Sophia na liggen de belangrijkste bezienswaardigheden op de rechterhelft van deze kaart.

## Toerisme en bezienswaardigheden
De stad Trabzon en de gelijknamige provincie zijn niet toeristisch. De meeste (vooral oosters-orthodoxe) toeristen komen voor een kort bezoek aan het Sumelaklooster en de Hagia Sophia. Daarnaast komen er sinds enkele jaren veel Arabische toeristen uit landen aan de Perzische Golf. Het gebied herbergt echter natuurlijke, historische en culturele schatten en trekt sinds enkele jaren ook meer toeristen uit Europa, Japan en het Midden-Oosten. Daarnaast is de visumverplichting voor Georgiërs opgeheven en is er een nieuwe snelweg aangelegd naar de Georgische grensstad Batoemi, nu zo'n 2,5 uur rijden vanuit Trabzon.

### In Trabzon
De stad herbergt vele Byzantijnse en Ottomaanse bouwwerken, waaronder meerdere (voormalige) kerken, waarvan de belangrijkste de 13e-eeuwse Hagia Sophia, die aan de westkant van de stad ligt op een ronde heuvel (zie kaart). Deze gerestaureerde voormalige kerk is deels in gebruik als een museum en deels een islamitische gebedsruimte, maar heeft nog enkele zeer goed bewaarde en zichtbare fresco's uit de Byzantijnse 'Palaiologische renaissance'. Andere voormalige kerken die volledig als Moskee gebruikt worden zijn onder andere de Sint-Eugeniuskerk, de Panayia Chrysocephalos-kerk, de Sint-Andreaskerk en de Sint-Eleutheriuskerk. De muurschilderingen in deze kerken zijn wit gepleisterd, analoog aan het gebruik tijdens de reformatie in Europa. Bijkomend verschijnsel is echter dat de pleisterlaag de originele schilderingen beschermd, zodat restauratie in de toekomst mogelijk blijft. Er zijn enkele actieve kerken zoals de Santa Maria in de Europese wijk (Iskender Pasa) en de St. John in de westelijke wijk Sotka. Tevens zijn er vele Ottomaanse moskeeën te bezichtigen zoals de İskender Pashamoskee, de Semercilermoskee, de Çarşımoskee en de Gülbahar Hatunmoskee.

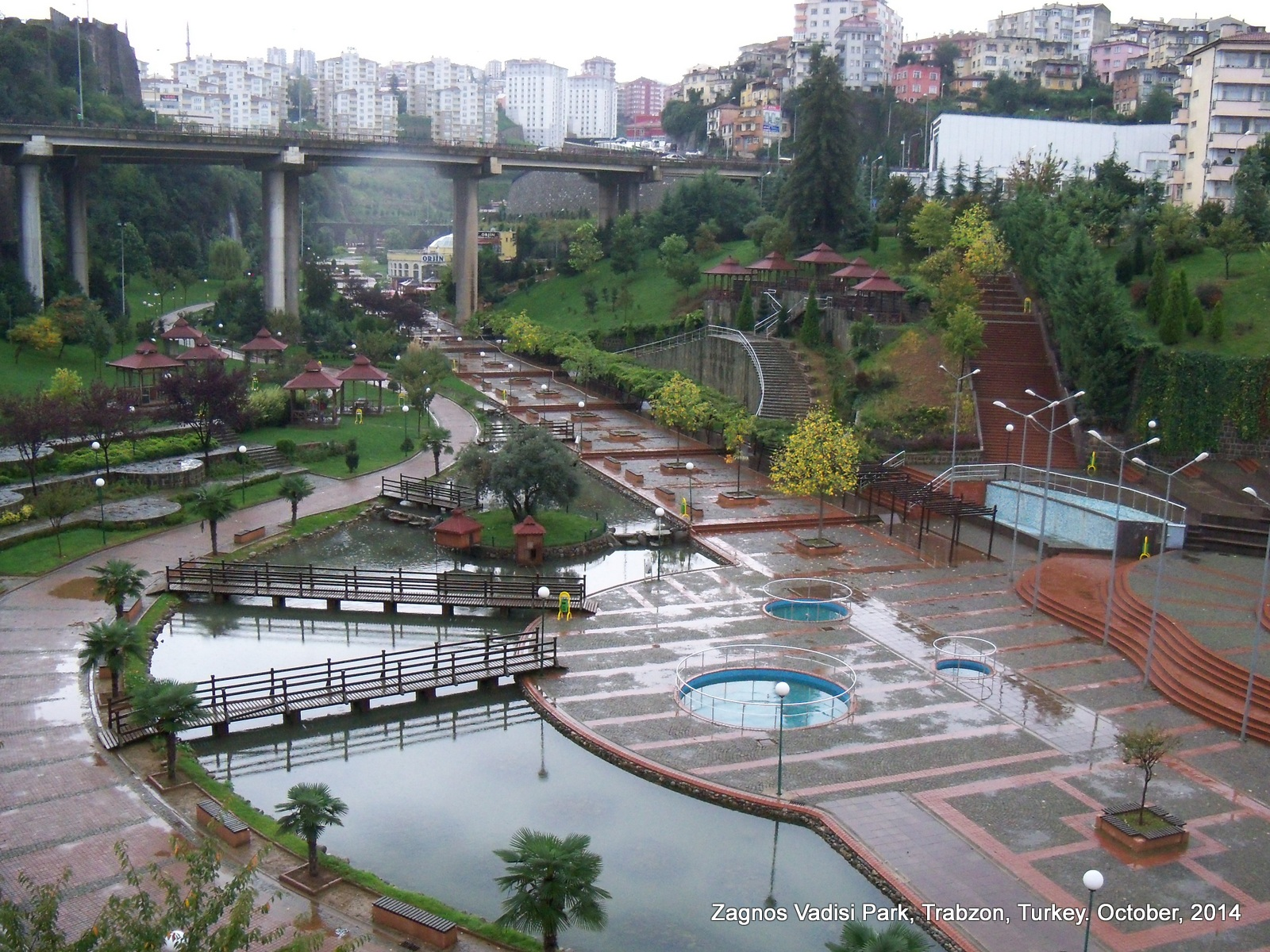
Het nieuwe park in de Zagnos-vallei

Het historische centrum van Trabzon (de wijken Orta Hisar en Yukari Hisar) hebben nog vele oude houten en stenen huizen, maar ook de laaggelegen straten tussen de Bazaar-wijk en het centrale plein (Meydan) hebben een deel van hun historische karakter behouden. Hiertoe zijn auto's geweerd uit een groot deel van het centrum, waar nu een winkelgebied is ontstaan. Trabzon was een van de eerste steden in Turkije die dit deed. In het centrum vindt men ook het Trabzon Museum, een etnografisch museum waar onder andere Byzantijnse voorwerpen te bezichtigen zijn. In de kelder van het museum staat onder meer een bronzen beeld van Hermes uit de 2e eeuw voor Christus. In de Bazaarwijk vindt men een van de mooiste Ottomaanse moskeeën van de stad, de Çarşı Cami.
Naast religieuze gebouwen en grote woonhuizen zijn in de stad ook enkele hans en hamams, zoals de Taş Han en de centrale Hamam bij het Meydanplein, en de Sekiz Direkli Hamam ten westen van de Bazaarwijk. In het Atapark (ten westen van Zagnos vallei) staat het Serender, een verhoogde houten graanschuur op palen, kenmerkend voor de oostelijke Zwarte Zeeregio. In dit park zijn verder de Gülbahar Hatunmoskee en de Centrale Bibliotheek gevestigd.

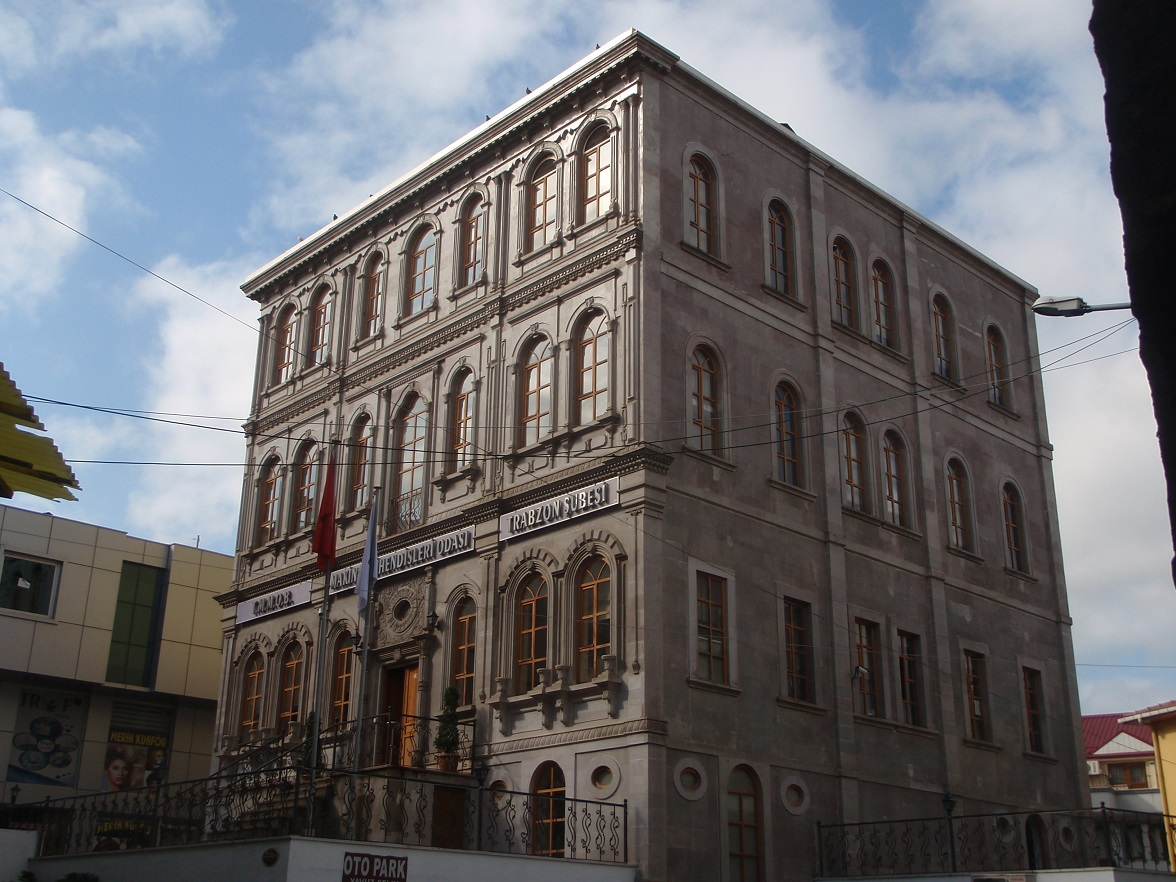
Kantoor van de vereniging van architecten en ingenieurs in Trabzon.

Op een heuvel boven de stad ligt het park Boztepe, met terrasjes en panoramisch uitzicht over de stad. Deze heuvel heette vroeger Mithrition, naar een tempel voor Mithra die hier waarschijnlijk tot de 2e eeuw na Christus heeft gestaan Ook stond hier ooit een tempel voor Apollo. Onder Turkse toeristen is de Atatürk Köşkü (kiosk) populair, waar de Turkse leider in 1937 verbleef. Dit laat-19e-eeuwse huisje ligt ook op deze heuvel. Aan de voet van de heuvel ligt het geruïneerde Griekse meisjesklooster, dat momenteel wordt gerenoveerd tot een cultureel centrum.
De stad ondergaat begin 21e eeuw enkele grootschalige stadsvernieuwingsprojecten, zo is de Zagnos-vallei (centraal op de kaart boven) omgevormd tot een groot stadspark. De aanleg van het park heeft de grote vestingmuren van de oude stad weer zichtbaar gemaakt voor het publiek. Aan de zuidkant van dit park loopt ook het Byzantijnse Imaret Aquaduct over de vallei. Verder ten zuidoosten in de vallei liggen nog het ronde Arsenaal en de Hagia Irene-kerk. De verouderde industrie rond de haven moet in de komende jaren plaats gaan maken voor publieke voorzieningen.
In de stad worden regelmatig sportwedstrijden en toernooien gehouden, zoals de Europese Olympische Jeugdspelen in 2011.

#### Musea en festivals

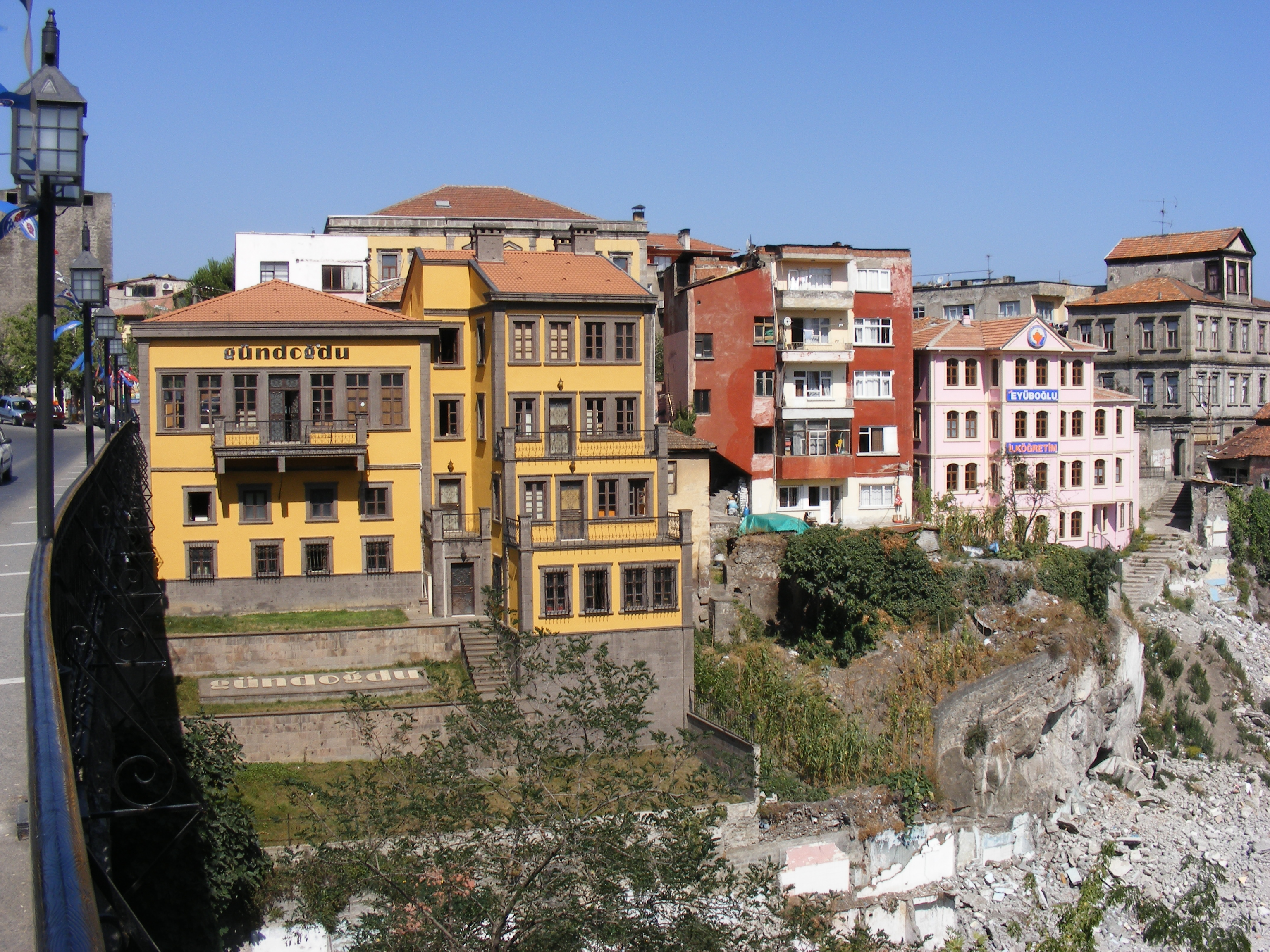
De historische wijk Ortahisar

In Trabzon zijn meerdere musea. Ook zijn er enkele onder constructie. Het betreft voornamelijk kleine musea:
- Trabzon museum - Historisch museum met antieke, Byzantijnse en Ottomaanse objecten. In de kelder staat een standbeeld van de Griekse god Hermes.
- Hagia Sophia Museum - Deels een islamitische gebedsruimte, deels een gratis museum met bijzondere fresco's
- Samil Ekinci museum - Prijzenmuseum van sportclub Trabzonspor
- Atatürk kiosk - Monumentaal 19e-eeuws pand waar de Turkse leider verbleef
- Zijderoutemuseum (Ipekyolu Müzesi) - Een museum met objecten die stammen van de handel op de zijderoute[25]
- Ortahisar Historisch Museum (Ortahisar Trabzon Tarih Müzesi) - Een klein museum in de centrale wijk Ortahisar. Opende in 2016 in een recent gerestaureerde woning.
- Stadsmuseum - Met informatie over onder andere de lokale geschiedenis (inclusief uitgebreide aandacht voor het Griekse verleden), muziekinstrumenten, flora en fauna en industrie en nijverheid. Opent in 2017[26]
- Meisjesklooster (Kizlar Manastir) - Nieuw kunstmuseum en cultureel centrum in het Armeense meisjesklooster. Hier zijn tevens fresco's die worden gerestaureerd. Zal openen in 2017
- Zwarte Zee theaterfestival - Jaarlijks festival waar voornamelijk groepen uit landen rond de Zwarte Zee in participeren.
- Internationaal schilder festival - Festival ter promotie van teken- en schilderkunst in de wijdere omgeving van Trabzon, inclusief steden in buurland Georgië.

#### Nachtleven
Als studentenstad heeft Trabzon voor een relatief kleine Turkse stad toch een redelijk gevarieerd nachtleven, geconcentreerd in een as van de haven tot in het centrum. In de jaren 90 was het nachtleven in de stad gekenmerkt door nachtclubs met prostituees uit de Sovjet-Unie. Dit probleem is grotendeels verdwenen en er zijn ook plekken in de stad waar het voor vrouwen veilig en aangenaam is om uit te gaan. De terrasjes van de theehuisjes op de meydan, het centrale plein, zijn tot laat gevuld met jong en oud; hier wordt geen alcohol geschonken. Rond het plein zijn echter genoeg cafés. Ook in de buurt van het Trabzon-museum zijn enkele cafés en bars, zoals de pub van de lokale voetbalclub Trabzonspor. In de buurt van de haven treft men enkele restaurant-discotheken die in het weekend tot zo'n 4 uur 's nachts open zijn.

### In de omgeving
De kuststreek is gescheiden van het binnenland van Anatolië door hoge en weinig toegankelijke bergen en grenst in het noordoosten aan Georgië. Vanuit Trabzon liep de belangrijkste noordelijke tak van de Zijderoute naar Tabriz in het noordwesten van Iran. Het pad liep vanuit Trabzon via de Zagnos-vallei naar de Zigana-pas, waar het gebergte maar zo'n 2030 meter hoog is, en liep verder via Gümüşhane (vergelijkbaar met de route van de E97). Langs deze route werden enkele eeuwen na Christus diverse kloosters gebouwd in steile rotswanden, zoals het Sümelaklooster, het Vazelonklooster en het geruïneerde Kuştulklooster. Met name het Sümelaklooster trekt in de zomermaanden veel toeristen. In de regio kan men nog meer kerken en kloosters treffen, zoals de Panayia Tzitakerken en de Santa-Maria, helaas zijn door onbruik de meeste enigszins geruïneerd geraakt. De bergen rond Trabzon zijn erg populair onder wandelaars, door de grote natuurlijke schoonheid en veelal ongerepte natuur. Door de hevige regenval zijn de bergen altijd groen en vruchtbaar. In het district Çaykara ligt Uzungöl, een meer waar veel lokale toeristen op af komen. In deze bergachtige districten zijn ook talloze oude dorpjes die semi-pastoraal bewoond worden, elk dorp bestaat dan uit 3 of 4 sub-dorpen, elk bedoeld voor een ander seizoen. Veel van de dorpjes worden gedeeltelijk of volledig bewoond door sprekers van het Romeyka, een Pontisch Griekse islamitische bevolkingsgroep. Sinds enkele jaren zijn er kuuroorden en resorts in de regio gekomen. De lokale bewoners vinden vaak dat deze kuuroorden de natuur vernietigen, in het verder ongerepte gebied. Ook is er felle weerstand tegen stuwdammen.

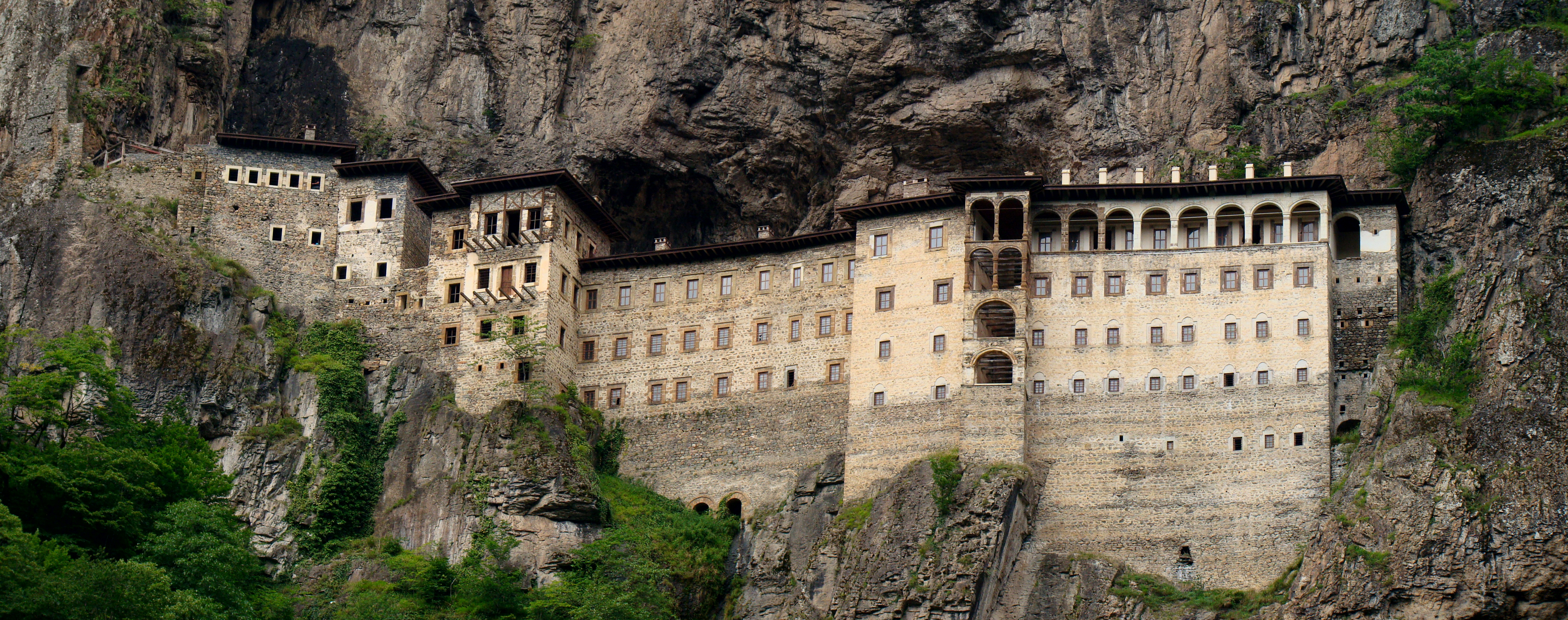
Het Sümelaklooster in een rotswand is gelegen in de in het Maçka district, zo'n 50 kilometer ten zuiden van Trabzon.

Een andere bestemming vanuit Trabzon is het nationaal park rond de Kaçkar pieken van het Pontisch gebergte in de naastgelegen provincie Rize (provincie). Deze pieken rijzen tot bijna 4 kilometer. Ook hier woont een rijke mix van bevolkingsgroepen zoals Lazen en Hemshin, een islamitische Armeense bevolkingsgroep.

### Wintersport
Wegens een verbod op heliskiën in het grootste gedeelte van Europa zijn de bergen ten zuidoosten van Trabzon voor Europese Freeriders een alternatief geworden op verder weg gelegen gebieden in Canada. Uzungöl, Ayder en Ikizdere zijn vertrekpunten voor heliskiën rond de hoogste pieken van het Pontisch Gebergte. In Europa is kritiek op heliskiën omdat het lawines kan veroorzaken. Hoewel diverse valleien geschikt zijn voor commerciële wintersport is er lang geen ontwikkeling in die richting geweest. Door de lokale bevolking wordt wel al langer in kleine schaal aan Ski-Alpinisme gedaan. De provincies Trabzon en Rize hebben meerdere plekken aangewezen die in de komende jaren moeten worden voorzien van wintersportaccommodaties. Ten zuiden van Trabzon, bij de Ziganapas, is een klein skiresort met 3 liften. Bij het Uzungöl-meer is in 2014 begonnen met de aanleg van 14 km piste en kabelbanen. Het dichtstbijzijnde ontwikkelde wintersportgebied ligt echter bij de stad Erzurum.

## Klimaat
Trabzon heeft een gematigd zeeklimaat, met koele winters en warme zomers met veel vocht, met een hoge neerslagkans verspreid over het hele jaar. Tussen december en maart is er een grote kans op (soms heftige) sneeuwval. De temperaturen in de bergen in het zuiden van de stad verschillen erg met de stad. Veel passen sneeuwen in de winter en lente voor enkele maanden dicht. Hoewel in de zomer de gemiddelde neerslaghoeveelheid afneemt staan juli en augustus in de bergen toch bekend als de 'rotmaanden', omdat de houten huizen door de relatief hoge temperatuur bloot worden gesteld aan een hogere luchtvochtigheid in de vorm van mist.
De watertemperatuur van de Zwarte Zee is in Trabzon, net zoals elders in Turkije, tussen 8 graden in de winter en 20 graden in de zomer.
| Maand                                            | jan  | feb  | mrt  | apr  | mei  | jun  | jul  | aug  | sep  | okt   | nov   | dec  | Jaar  |
| ------------------------------------------------ | ---- | ---- | ---- | ---- | ---- | ---- | ---- | ---- | ---- | ----- | ----- | ---- | ----- |
| Hoogste maximum (°C)                             | 25,2 | 28,2 | 33,1 | 37,2 | 37,8 | 35,9 | 37,0 | 34,8 | 33,2 | 32,7  | 30,3  | 26,4 | 37,8  |
| Gemiddeld maximum (°C)                           | 10,8 | 10,7 | 12,2 | 15,7 | 19,0 | 23,5 | 26,3 | 26,9 | 23,9 | 20,0  | 16,2  | 12,9 | 20    |
| Gemiddelde temperatuur (°C)                      | −2   | 0    | 4    | 9    | 13   | 17   | 20   | 20   | 16   | 11    | 5     | 0    | 10    |
| Gemiddeld minimum (°C)                           | 4,4  | 4,1  | 5,5  | 8,7  | 12,7 | 16,9 | 20,0 | 20,3 | 17,1 | 13,4  | 9,3   | 6,3  | 8     |
| Laagste minimum (°C)                             | −4,6 | −6,1 | −5,0 | −2,0 | 5,4  | 10,3 | 13,5 | 13,8 | 8,5  | 3,8   | 1,0   | −3,1 | −6,1  |
|                                                  |      |      |      |      |      |      |      |      |      |       |       |      |       |
| Neerslag (mm)                                    | 74   | 61,3 | 58,6 | 60   | 51,3 | 50,1 | 37,3 | 46,1 | 77,6 | 120,4 | 100,2 | 83,7 | 820,6 |
| Bron: Weatherbase en Meteoroloji Genel Müdürlüğü |      |      |      |      |      |      |      |      |      |       |       |      |       |

## Economie
Trabzon is een belangrijke havenstad. Traditionele producten uit de stad en haar omgeving zijn ansjovis, hazelnoten, thee, tabak en in mindere mate fruit, groente en honing. Textielindustrie (wol, linnen, zijde), leerbewerking en scheepsbouw behoren tot de industriële activiteiten in Trabzon. De regio staat al sinds de eeuwen voor Christus bekend om de lokale metaalwinning en bewerking. (Het nabijgelegen Gümüşhane betekent letterlijk 'zilveren huis', haar oude Griekse naam Argyròpolis betekent 'zilveren stad'). De metaalbewerkers en verkopers concentreren zich in de oude stad.
Vlak bij de haven is er een grote cementfabriek voor de constructie van infrastructurele projecten in het bergachtige gebied. Over land is Trabzon een belangrijke stad op de route tussen de Kaukasus en Europa. Ondernemers uit de stad zijn met name actief in de Georgische deelrepubliek Adzjarië.

## Verkeer

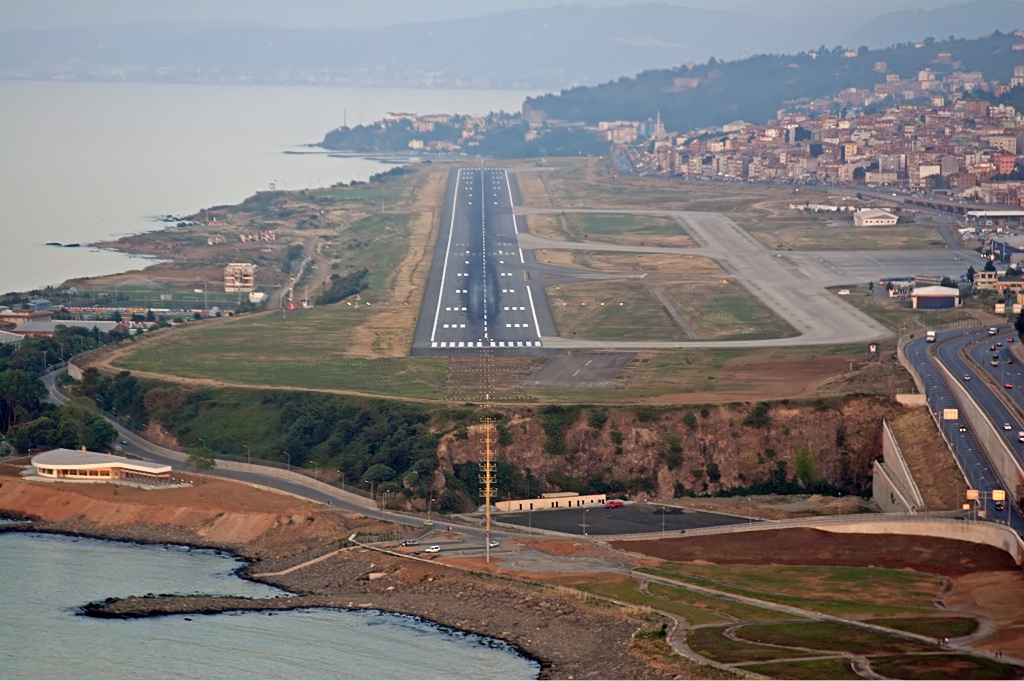
Het vliegveld van Trabzon, ten oosten van de haven.

Als historische havenstad aan het uiterste westen van de Zijderoute heeft Trabzon zijn belang als overslagpunt van goederen behouden, maar personentransport over de zee is door de aanleg van het vliegveld drastisch afgenomen. Met goed weer is er in de zomer een dagelijkse ferry naar Sotsji in Rusland. Vanwege de ruige condities op zee vaart deze dienst in de winter maar 1 maal per week.
Trabzon ligt aan de Turkse kustweg die onder andere Samsun in het westen met Batoemi en Tbilisi in Georgië in het oosten verbindt. Tussen de kustweg en de stad ligt nog een secundaire parallelweg voor het lokale vervoer.
Het openbaar vervoer in de stad bestaat naast gewone stadsbussen voornamelijk uit moderne Dolmuş. Deze omgebouwde minibusjes stoppen op aangeven langs de weg op bepaalde aangewezen plekken en rijden net zoals de stadsbussen een vaste route. Voor de minibusjes zijn er verschillende haltes in de straten rond het centrale Meydan plein. Voor regionaal vervoer binnen de provincie Trabzon is er een centraal busstation tussen de haven en de wijk Çömlekçi, iets ten oosten van het centrum. Het nationale busstation bevindt zich nog iets verder richting het oosten, ten zuiden van de kustweg. Hier vindt men ook internationale bussen naar onder andere Batoemi, Tbilisi en Bakoe.
Zo'n 10 kilometer ten oosten van het centrum ligt de kleine Luchthaven Trabzon, vanwaar dagelijks vluchten naar Turkse en West-Europese steden vertrekken.
In 2011 werd bekend dat Trabzon op het Turkse hogesnelheidsnetwerk zal worden aangesloten. In 2023 moet de stad zijn verbonden met de Trans-Anatolië lijn bij Erzincan. De lijn zal via Tirebolu richting Gümüşhane en Ezincan lopen. Op termijn moet de lijn de havenstad verbinden met Noord-Irak, via Diyarbakır.

## Partnersteden
Trabzon heeft de volgende stedenbanden:
- Kuopio (Finland), sinds 1977
- Kaunas (Litouwen), sinds 1987
- Sotsji (Rusland), sinds 1993
- Rizhao (China), sinds 1997
- Szigetvár (Hongarije), sinds 1998
- Batoemi (Georgië), sinds 2000
- Rasjt (Iran), sinds 2000
- Zanjan (Iran), sinds 2001
- Purwakarta (Indonesië), sinds 2011
- Dortmund (Duitsland), sinds 2013[31]

## Bekende inwoners van Trabzon

### Geboren
- Basilios Bessarion (1403), Belangrijk persoon in de renaissance
- Süleyman I (1494), Ottomaanse sultan
- Cevdet Sunay (1899), vijfde president van Turkije
- Şenol Güneş (1952), voetbaltrainer
- Tugay Kerimoğlu (1970), voetballer
- Fatih Tekke (1977), voetballer
- Hüseyin Çimşir (1979), voetballer
- Çağlar Birinci (1985), voetballer
- Anıl Dilaver (1990), voetballer
- Barış Memiş (1990), voetballer
- Ahmetcan Kaplan (2003), voetballer

## Galerij

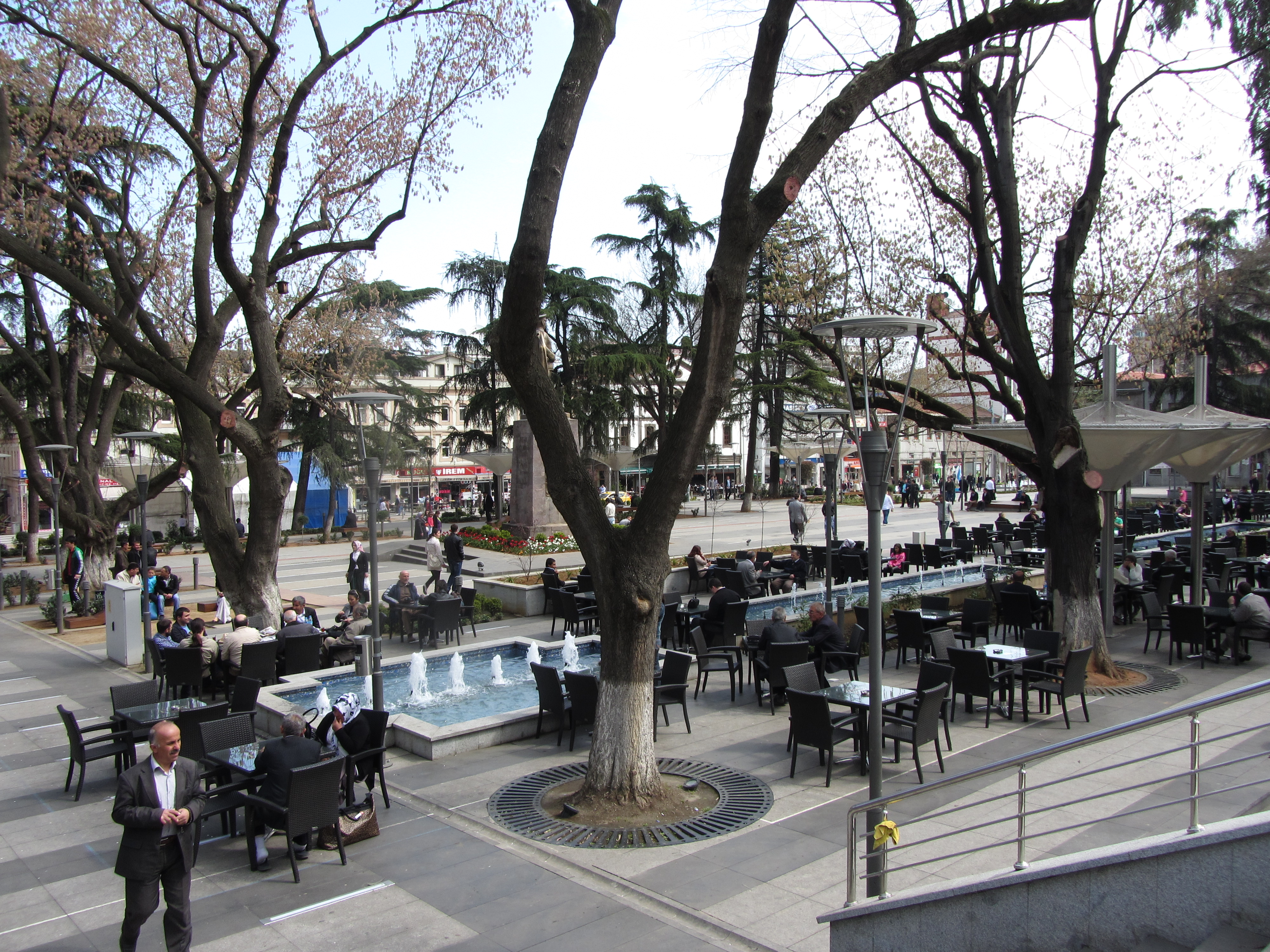
Meydan
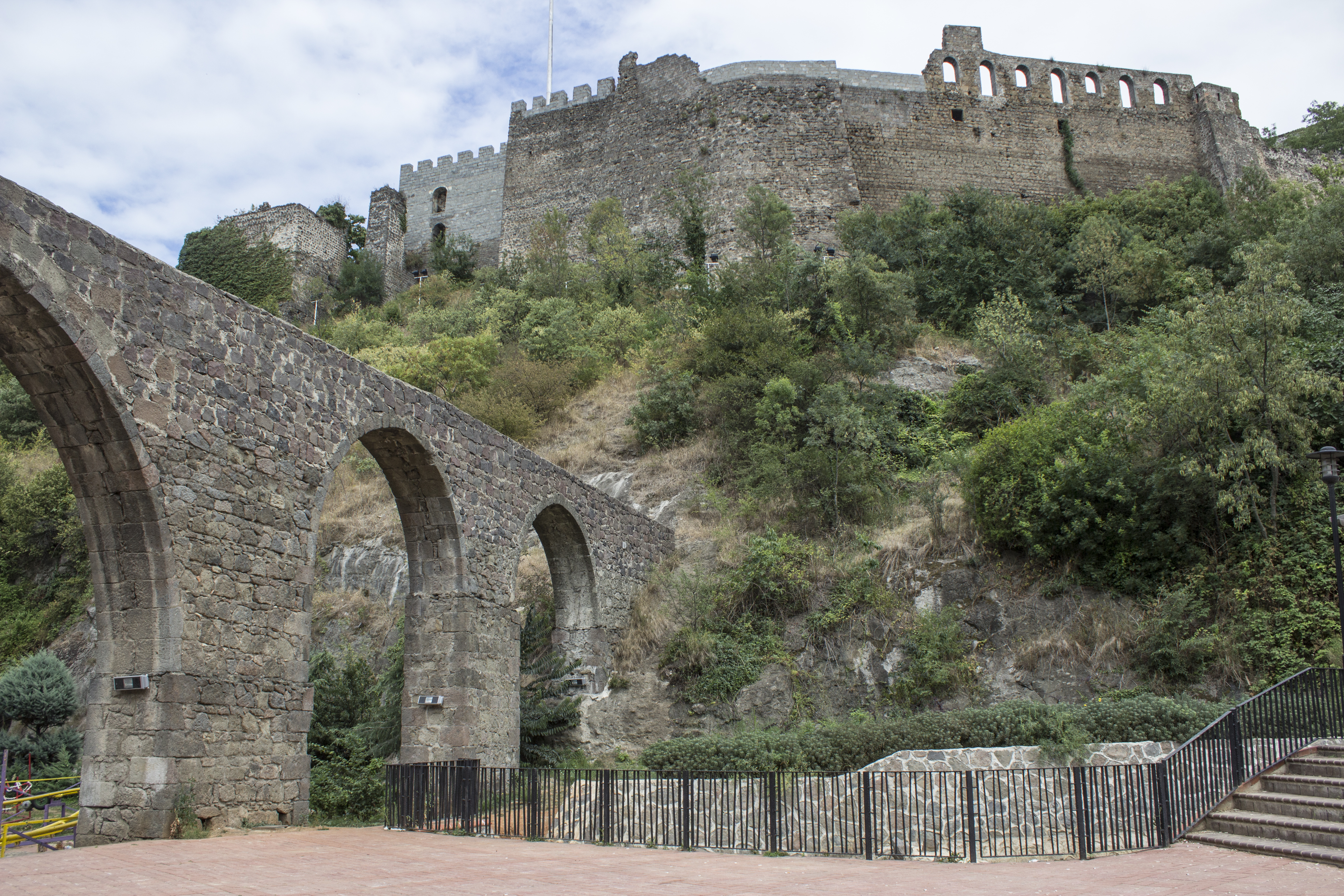
Stadsmuren en aquaduct in Zagnos-park
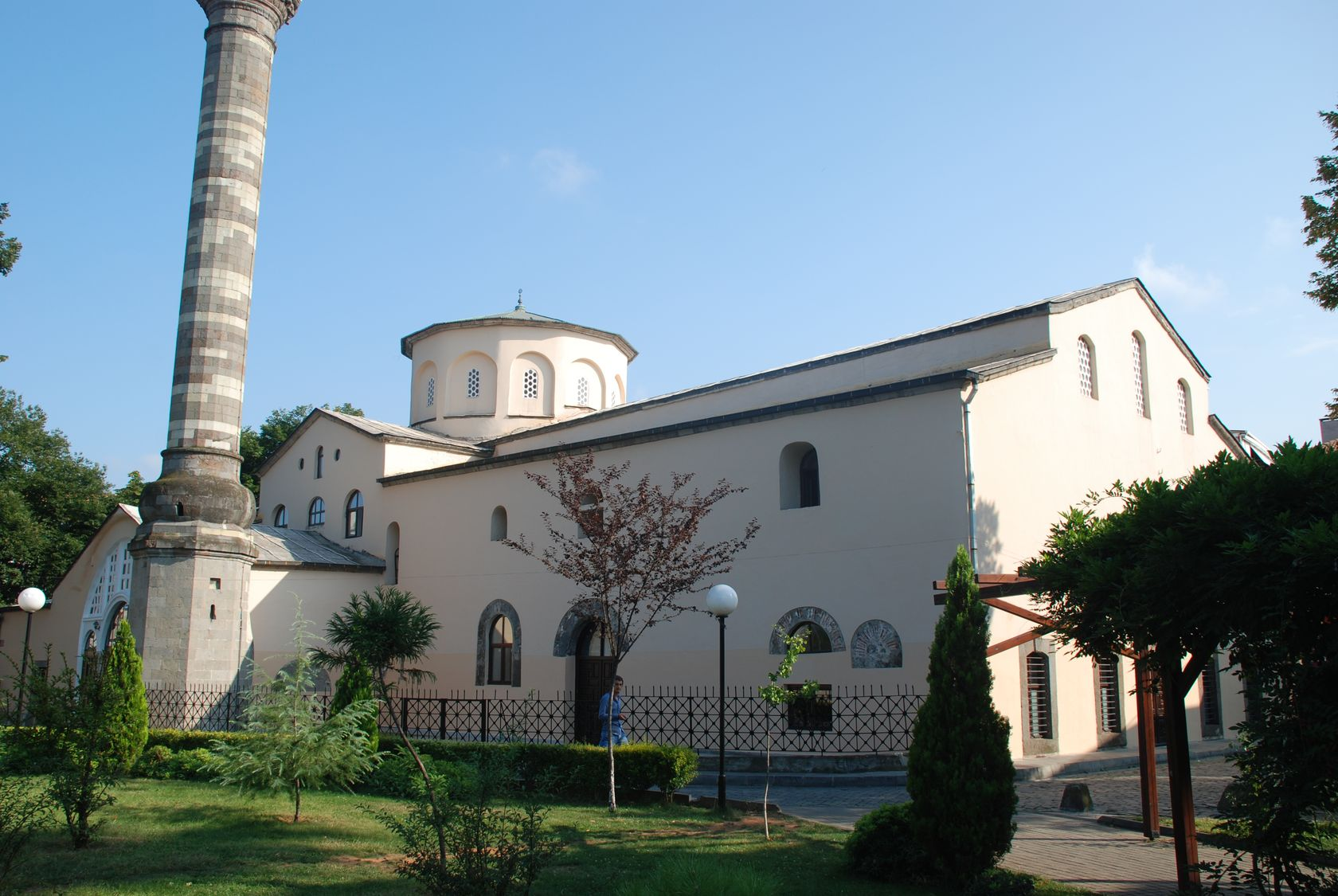
Ortahisar-moskee
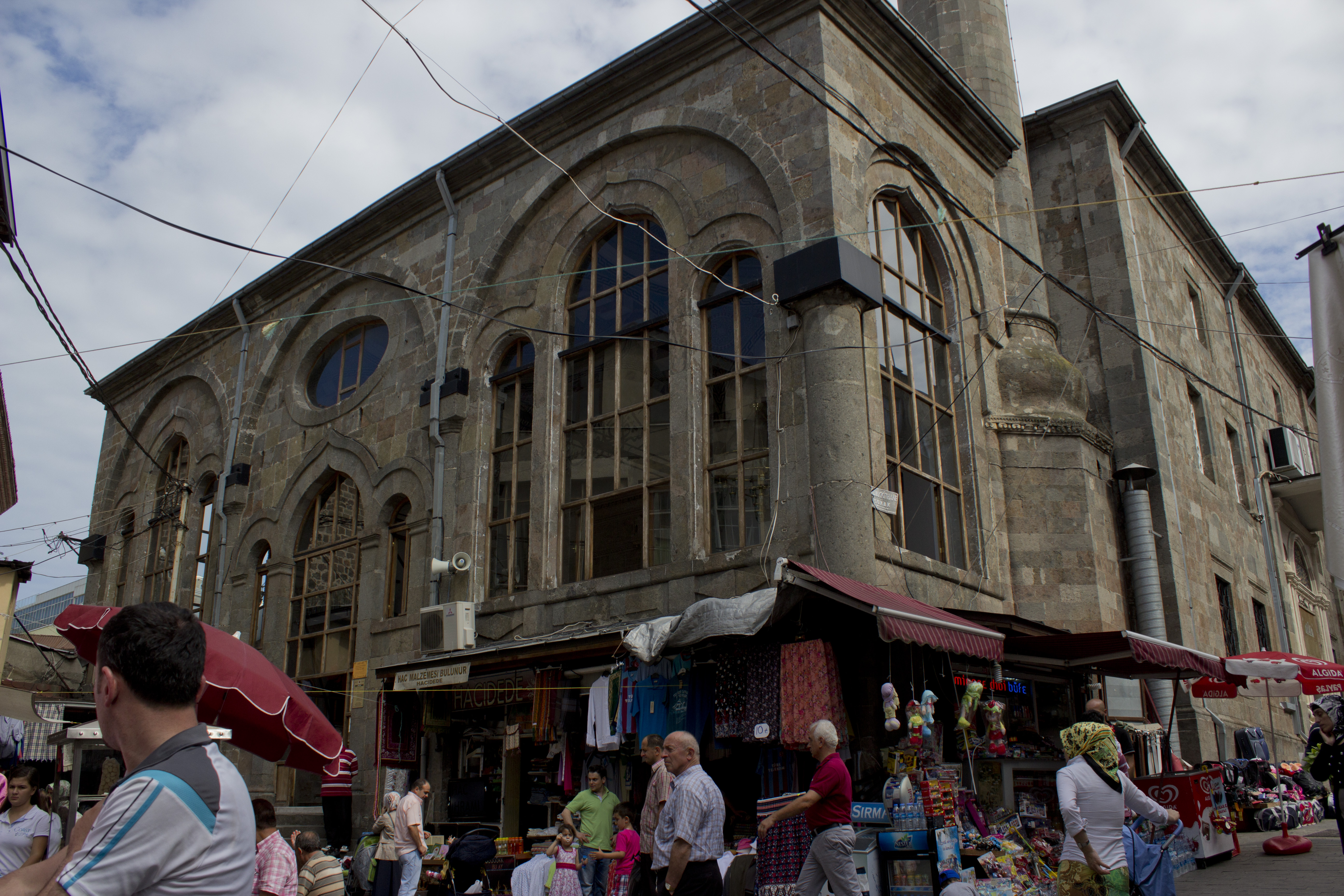
Çarşı-moskee
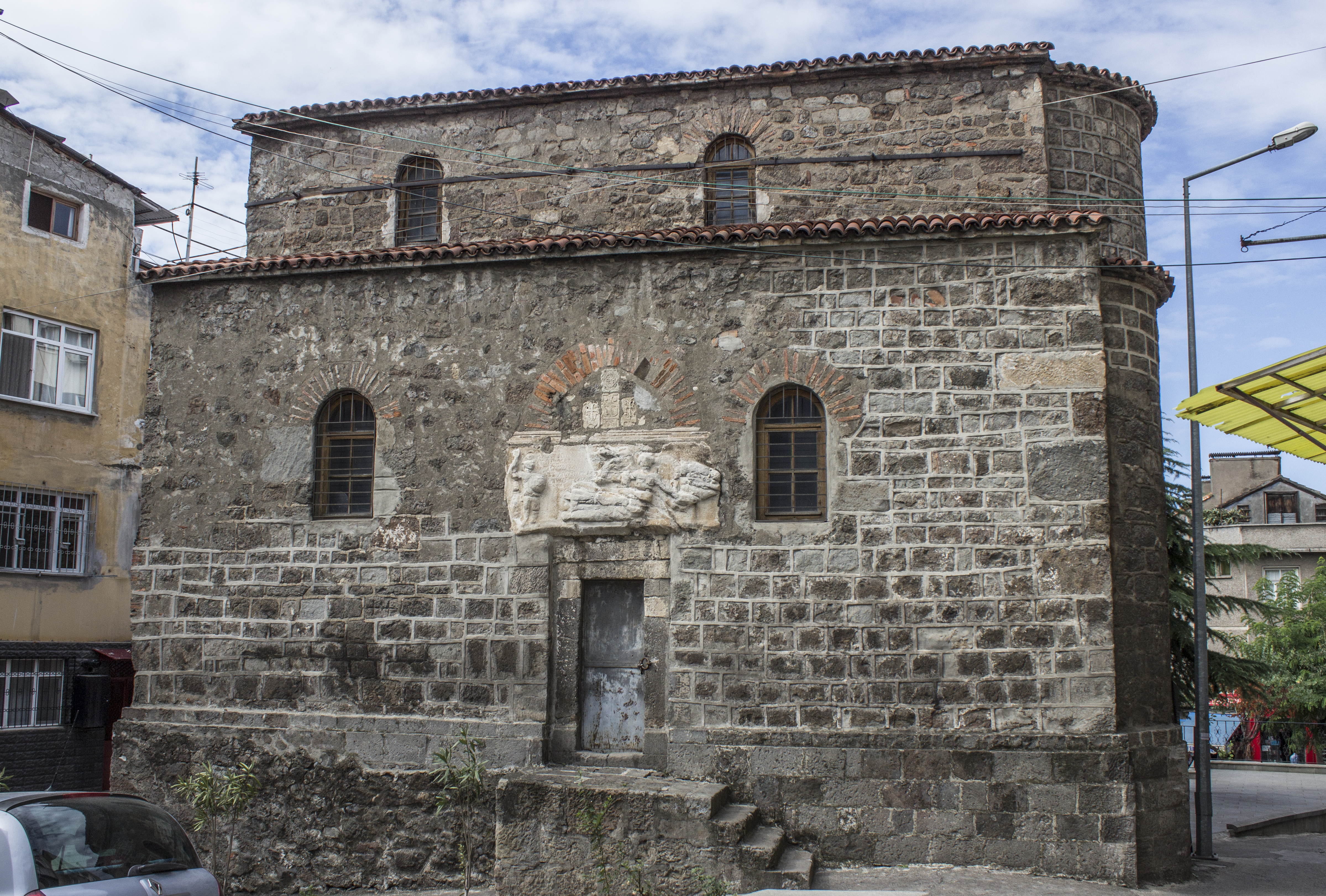
Hagia Ana
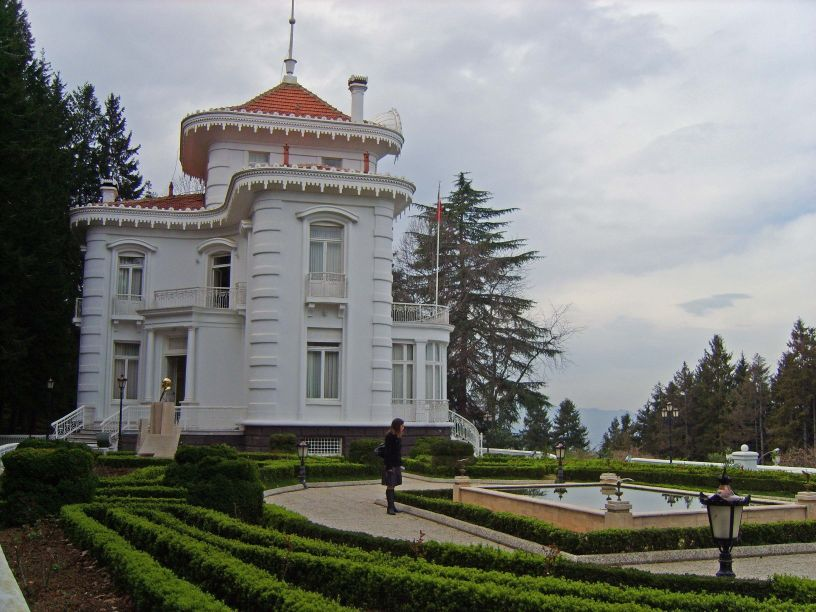
Ataturk museum
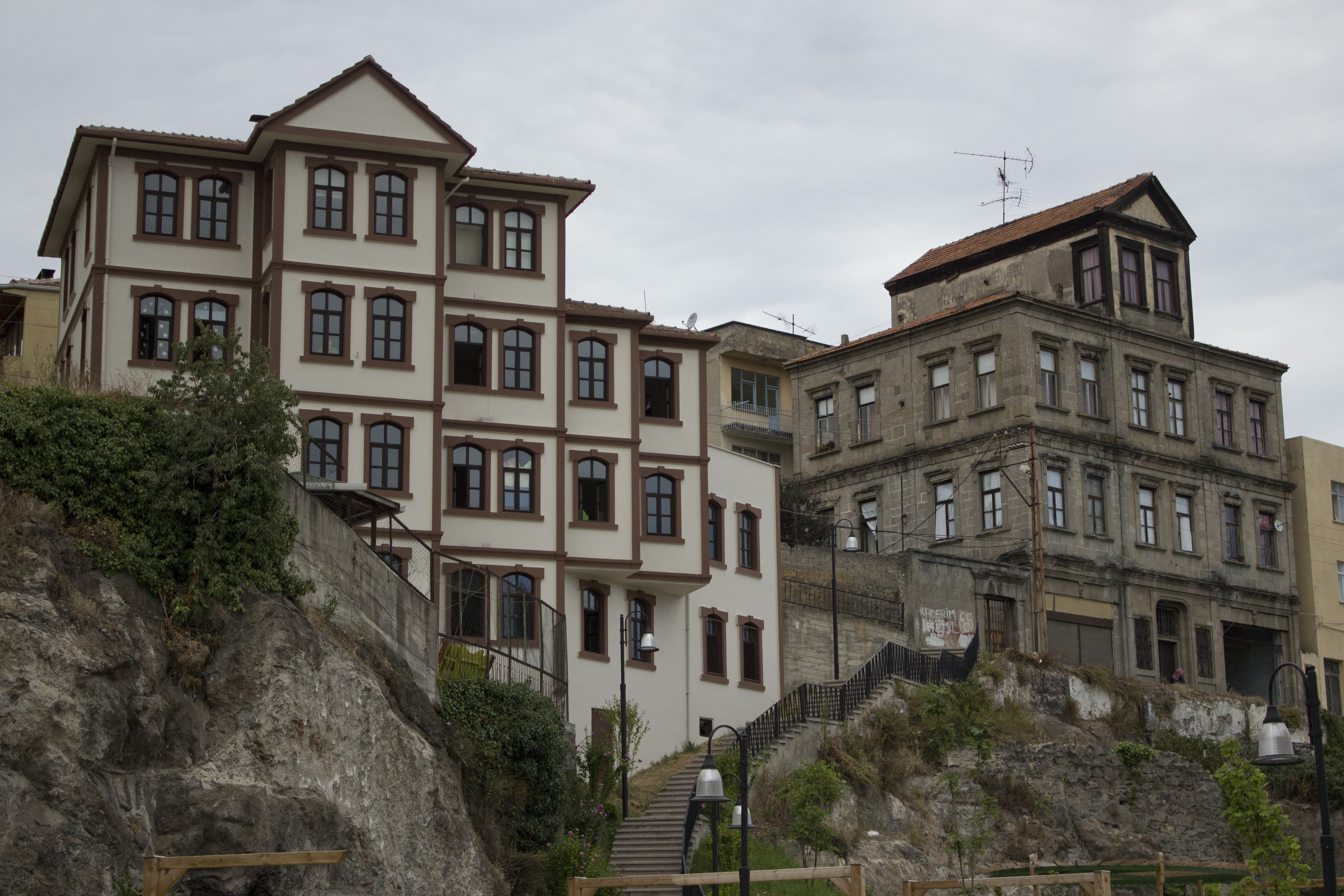
Historische panden in Zagnos-park
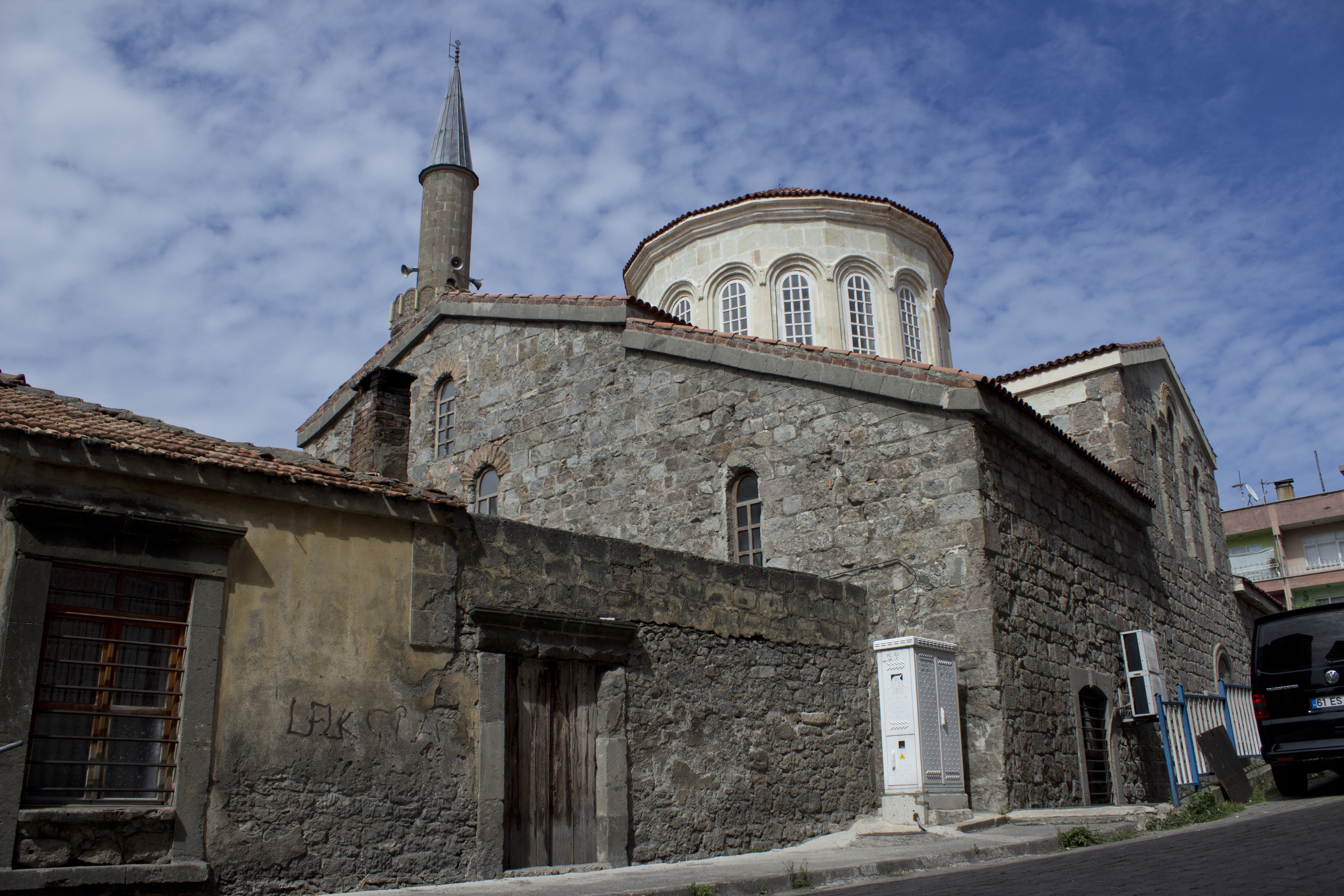
Hagios Eugenios
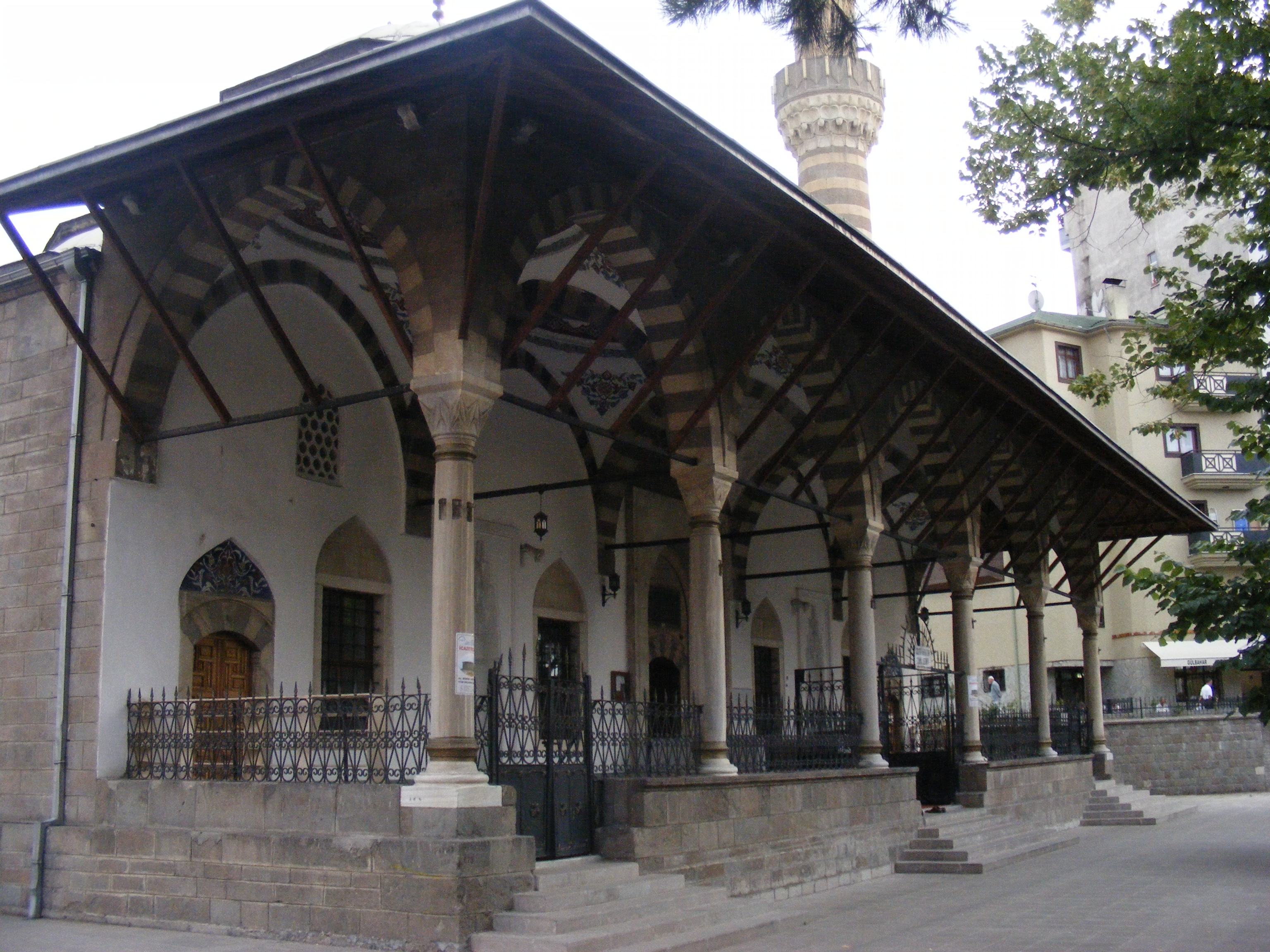
Gülbahar Hatunmoskee
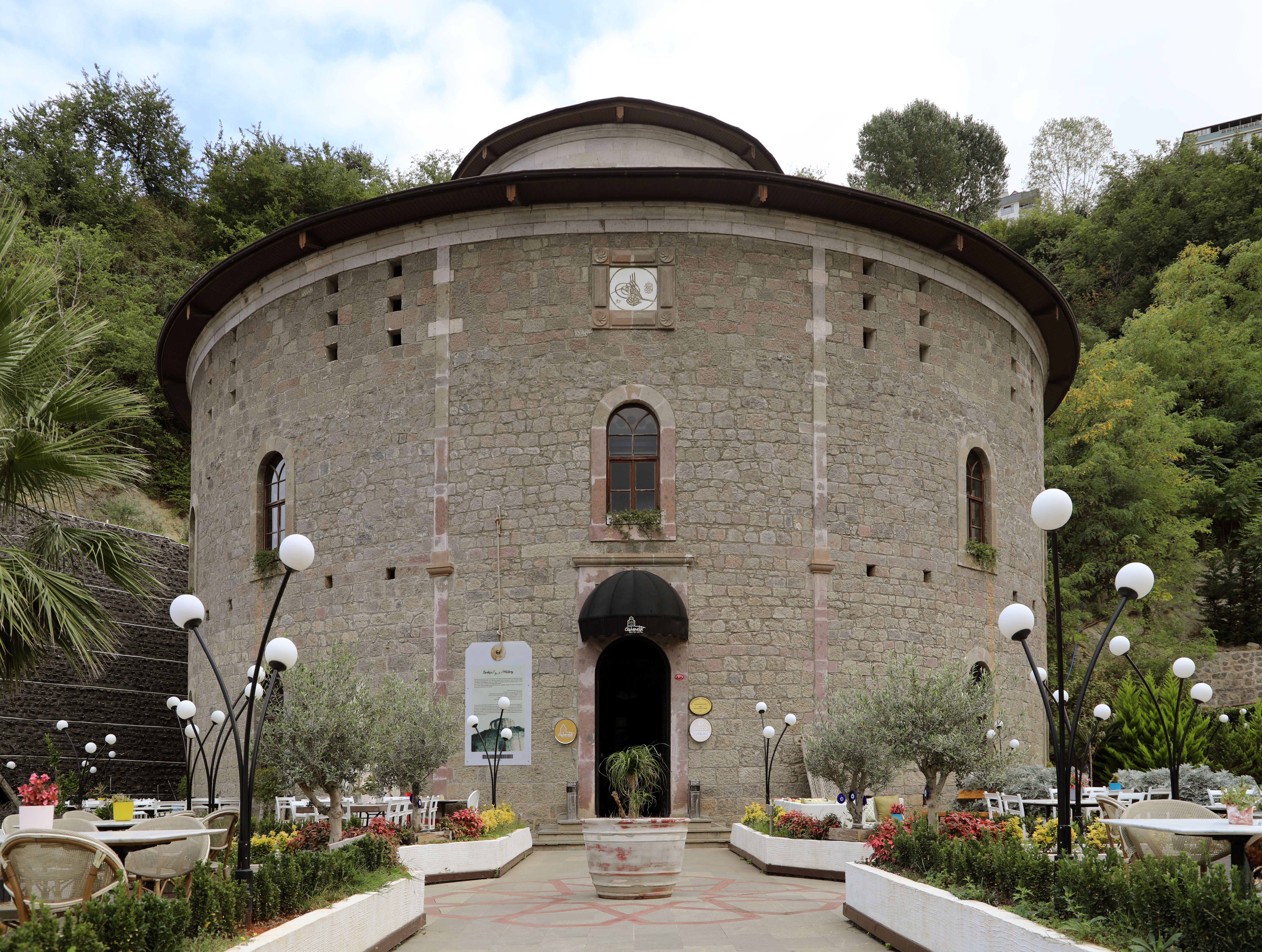
Het arsenaal
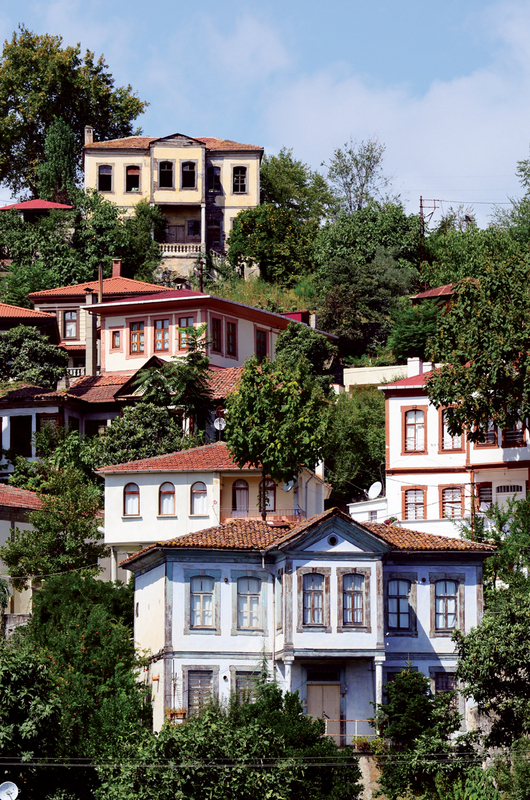
Houten woningen in Akçaabat, het vroegere Platana